# 鹽竈神社

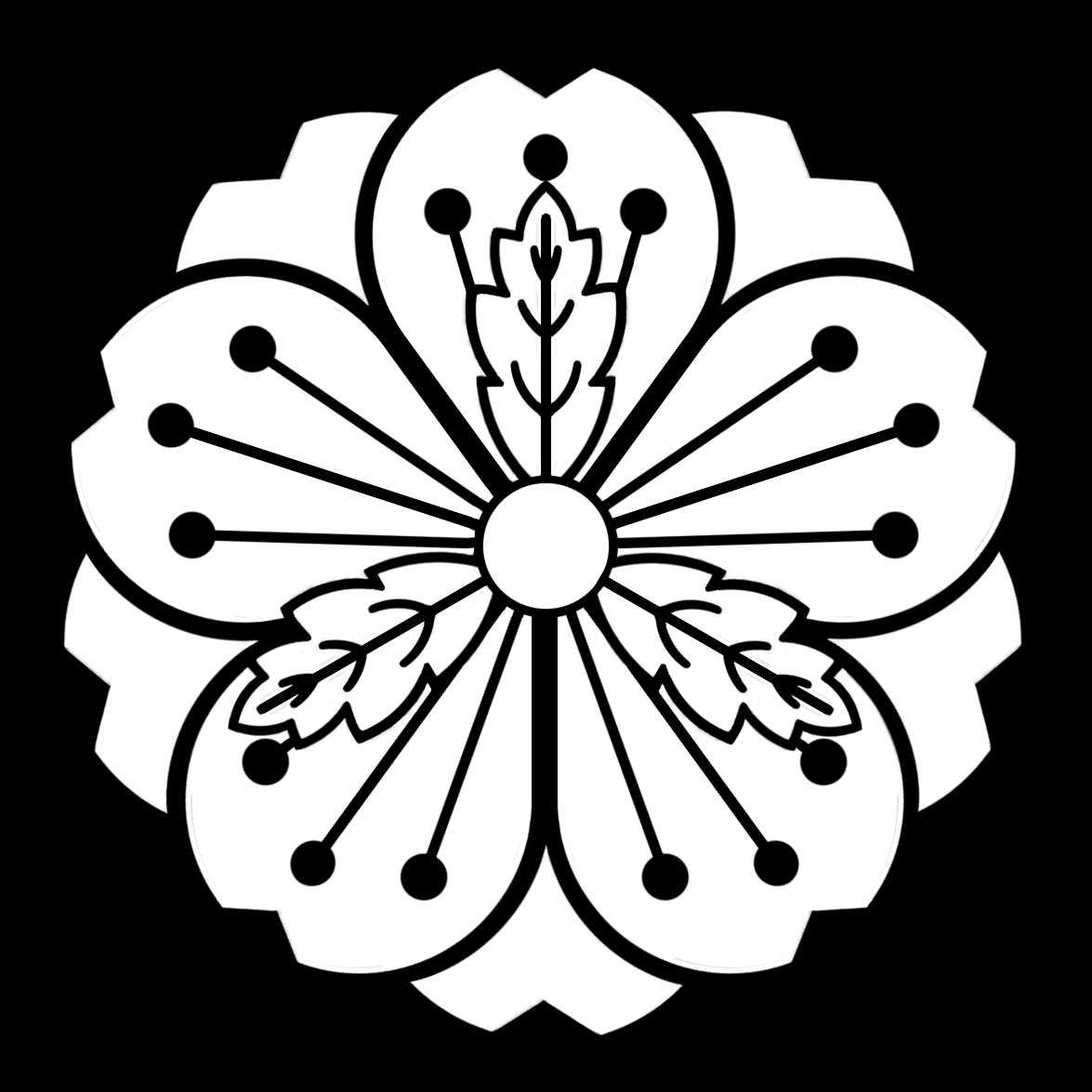
神紋「塩竈桜」

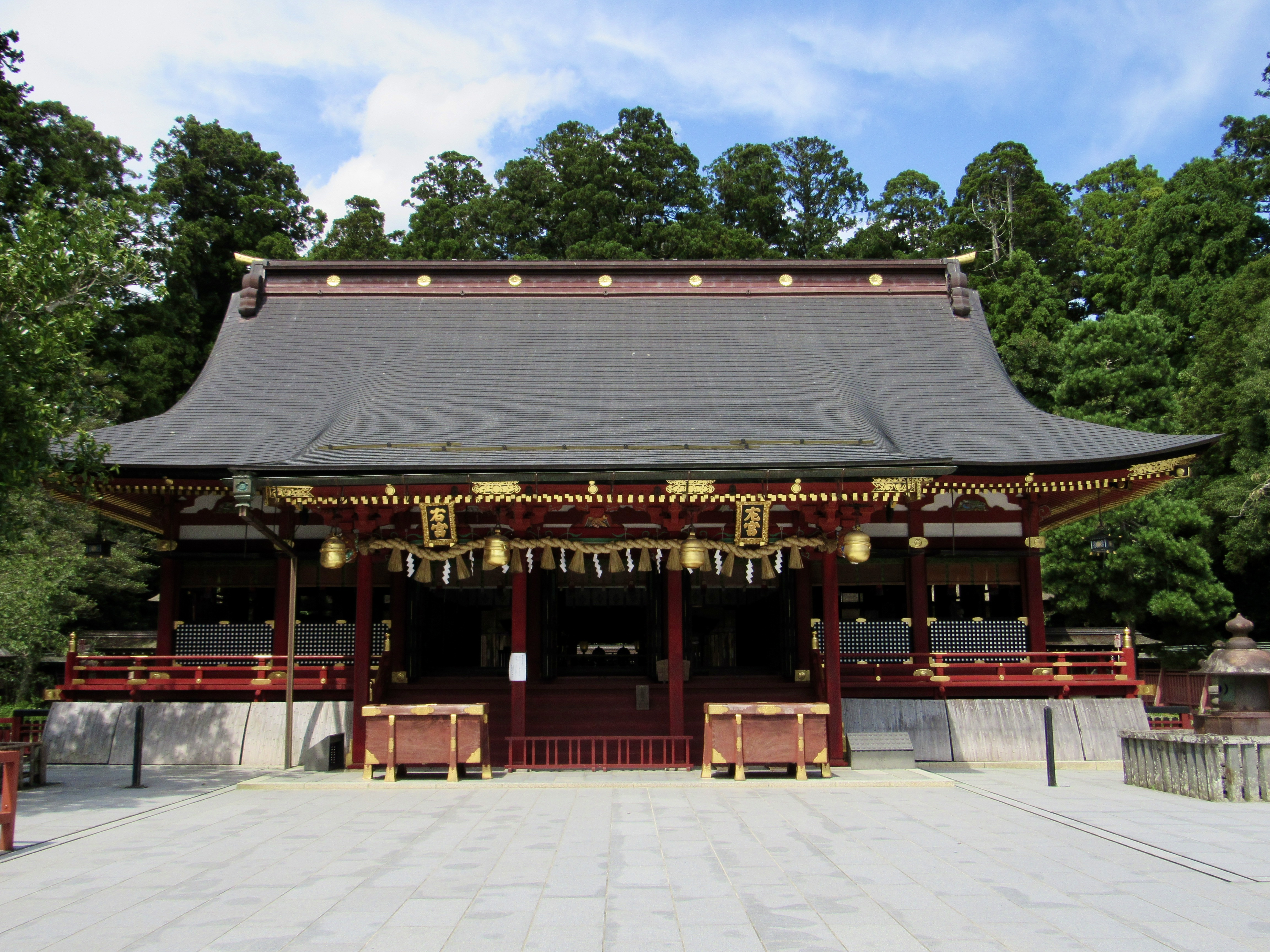

- 鹽竃神社（正･俗･正･正、歴史的な表記）
- 鹽竈神社（正･正･略･略、鹽竈神社が使用）
- 塩竈神社（略･正･略･略、主に報道が使用）
- 塩釜神社（新･別･新･新、誤用）

鹽竈神社（しおがまじんじゃ）は、宮城県塩竈市にある神社である。志波彦神社（しわひこじんじゃ）との二社が同一境内に鎮座している。志波彦神社は式内社（名神大社）。鹽竈神社は式外社、陸奥国一宮。両社合わせて旧社格は国幣中社で、現在は神社本庁の別表神社。神紋は「塩竈桜」。
鹽竈神社は、全国にある鹽竈（鹽竃・塩竈・塩竃・塩釜・塩釡）神社の総本社である。

## 概要

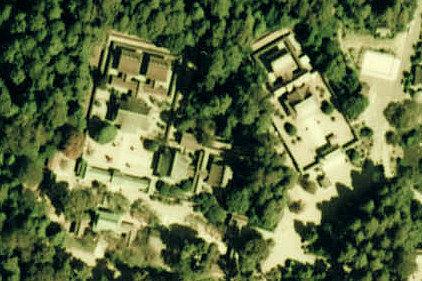
1975年度（昭和50年度）撮影の
写真左には伊達家の守護神が祀られている鹽竈神社左右宮が仙台城に相対するように南南西を向けて置かれ、主祭神が祭られている鹽竈神社別宮は航海安全を背負うため仙台湾を背に北西に向いている。写真右の志波彦神社は南東を向いている。古代の香津（国府津）は写真の右下方向フレーム外、現在の塩釜港は写真の右方向フレーム外。

元は当地には鹽竈神社のみが鎮座していたが、明治時代に志波彦神社が境内に遷座し、現在は正式名称を「志波彦神社・鹽竈神社」とし1つの法人となっている。鹽竈神社境内には、国の天然記念物に指定されている塩竈桜（シオガマザクラ）があり、毎年当地の報道で取り上げられている。また塩竈みなと祭の際には、鹽竈神社が祭りの出発点となり、志波彦神社・鹽竈神社の神輿が塩竈市内を練り歩き、御座船を始め約100隻の船を従えて松島湾を巡幸する。東北開拓の守護神であり、多くの初詣客が集まることでも知られる。秋には大規模な菊花展が開催される。

## 祭神
志波彦神社
- 志波彦大神

鹽竈神社
- 別宮：塩土老翁神 - 主祭神
- 左宮：武甕槌神
- 右宮：経津主神

塩土老翁神は謎の多い神であるが、海や塩の神格化と考えられている。神武天皇や山幸彦を導いたことから、航海安全・交通安全の神徳を持つものとしても見られる。また安産祈願の神でもある。武甕槌神と経津主神は東北を平定するために派遣された朝廷の神。

## 歴史

### 志波彦神社

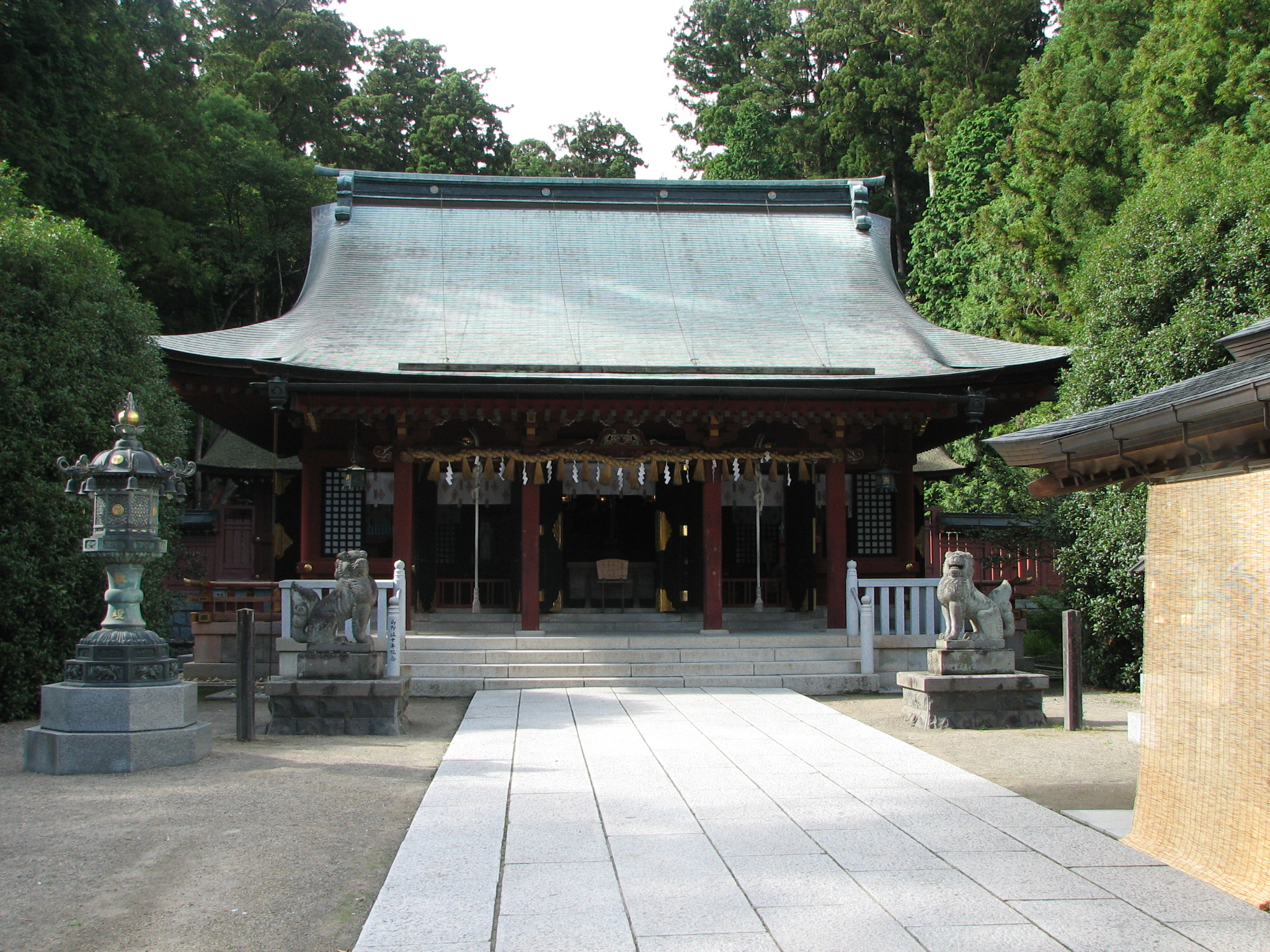
志波彦神社 拝殿（2006年8月）

志波彦神社は冠川（七北田川の別名）河畔に降臨されたとする志波彦神を祭る神社である。中世までの詳細な所在地は不明だが、東山道から多賀城へ通じる交通の要所で、軍事的にも岩切城などの重要な城がおかれた、宮城郡岩切村（現在の仙台市宮城野区岩切）の冠川左岸に位置していたと見られる。
元禄8年（1695年）に書かれた縁起によれば、天智天皇3年（665年）に始めて官幣が使わされたとされ、往古国主が重要視した大社として社家7人がいたとする。同縁起では志波彦神の由来を塩土老翁神のことであり、栗原郡の志波姫神社と同体であるとしているが、由来については諸説あり、現在のところはっきりとしていない。農耕守護・殖産・国土開発の神と伝えられている。
清和天皇の貞観元年（859年）に正五位下勳四等から従四位下に神階を進め、延長5年（927年）には『延喜式神名帳』へ名神大として記載されている。
このように朝廷からも崇敬されていたが、中世以降は衰微して行く。元禄8年の縁起によれば、社地は百姓の耕作によって侵され、天正年間には火災により神具や縁起などの資料を失い、延宝3年（1675年）の再建時には6尺四方の小さな社殿となって岩切村の牛頭天王社（現・八坂神社）に合祀された。
明治時代 (1871年)に国幣中社に列せられたことを機に大きな社殿を造営する機運が生じたが、現・八坂神社境内では社地が狭かったため鹽竈神社境内に遷宮した。現・八坂神社境内の旧社殿はそのまま残し、既に遷宮した当社から1877年（明治10年）3月に分霊して「冠川神社」として摂社となった（北緯38度18分20.1秒 東経140度56分45.7秒）。

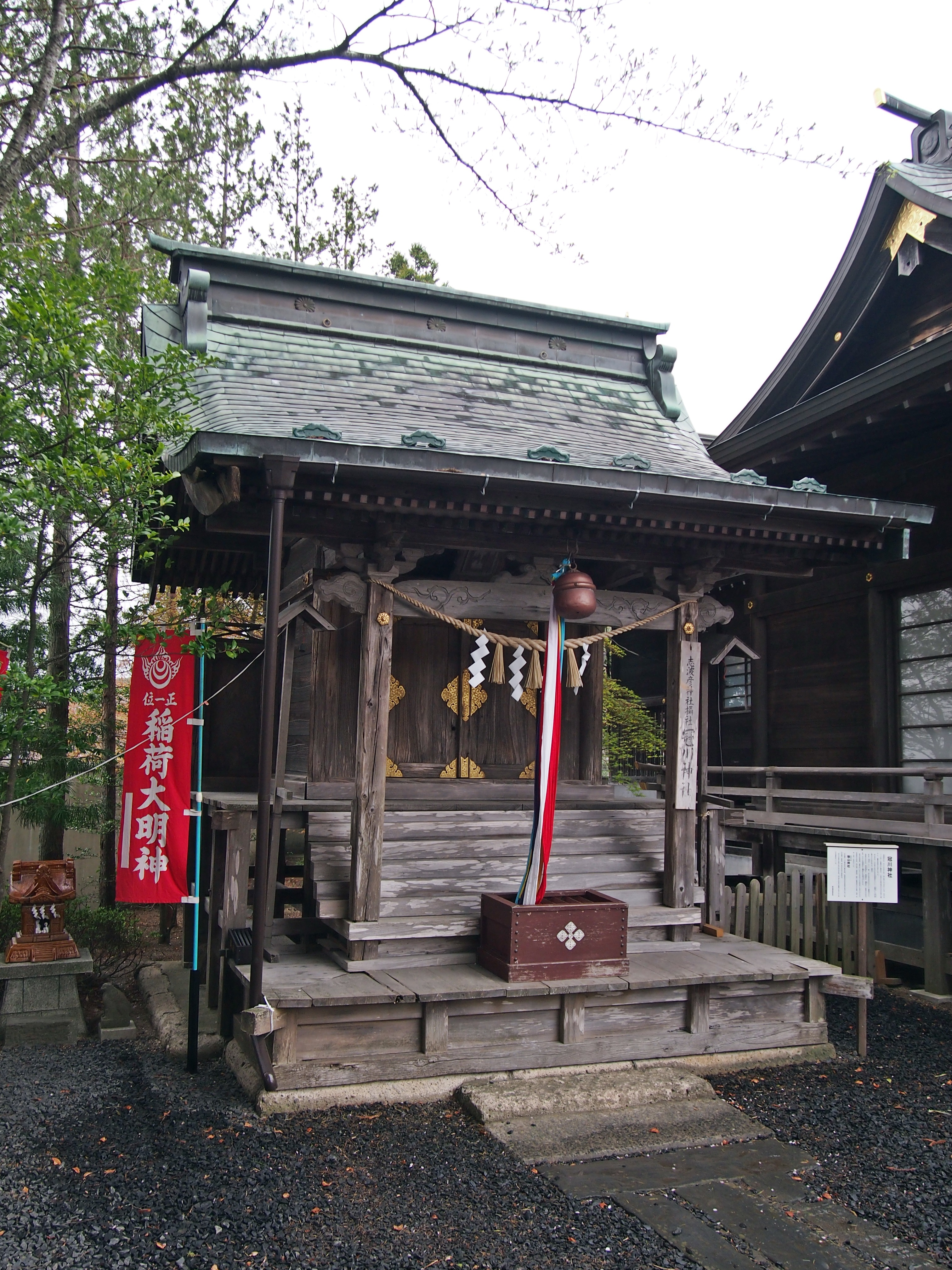
冠川神社（仙台八坂神社境内）

明治以降の詳細については後述を参照。
また、鹽竈神社宮司であった押木耿介は著者『鹽竈神社』の中で、志波彦神社に祀られる志波彦神は、塩土老翁神の幸御魂であるという人もいるという説を紹介した上で、今後の研究を待たねばならないとしている。

### 鹽竈神社
鹽竈神社社殿

#### 創建から中世
鹽竈神社は、武甕槌命・経津主神が東北を平定した際に両神を先導した塩土老翁神がこの地に留まり、現地の人々に製塩を教えたことに始まると伝えられる。
弘仁11年（820年）に撰進された『弘仁式』の『主税式』では「鹽竈神を祭る料壹萬束」と記載され、祭祀料10,000束を国家から受けており、これが正史における鹽竈神社の初見と言われている。
さらに延長5年（927年）の『延喜式』の『主税式』においても祭祀料10,000束を国家正税から受けている。『延喜主税式』によれば当時の陸奥国の税収は603,000束、鹽竈神社の他に国家から祭祀料を受けていた3社の祭祀料は、それぞれ伊豆国三島社2,000束、出羽国月山大物忌社2,000束、淡路国大和大国魂社800束であった。これらと比較しても国家から特別の扱いを受けていたのは明白であるが、同式の神名帳に鹽竈神社の記載は無い。また、近世に至るまで神階昇叙の記録も無く、式外社となったことと併せて朝廷が一見矛盾するような扱いをなぜしたのか、その理由はわかっていない。
宇多天皇の御代、仁和4年（888年）に一代一度の奉幣として大神宝使を遣わすこととしたが、鹽竈神社へは寛仁元年（1017年）後一条天皇即位の際に遣わされている。
『朝野群載　巻第6』に所収の「式外神社進合御卜證文」には、白河天皇御代に勅命を受け卜った式外社の記述があるが、その中に「近則去延久二年十二月御卜。坐越後国春日布河両社。坐陸奥国清竈鳥海二社。同六年六月御卜。坐陸奥国浮島鹽竈鳥海三箇社。」の一文がある。「清竈」が「鹽竈」の誤字であるとすれば、勅命により御卜を受けた数少ない式外社の中でも、鹽竈神社は延久2年（1070年）12月と延久6年（1074年）6月の2回御卜を受けたことになる。

#### 中世

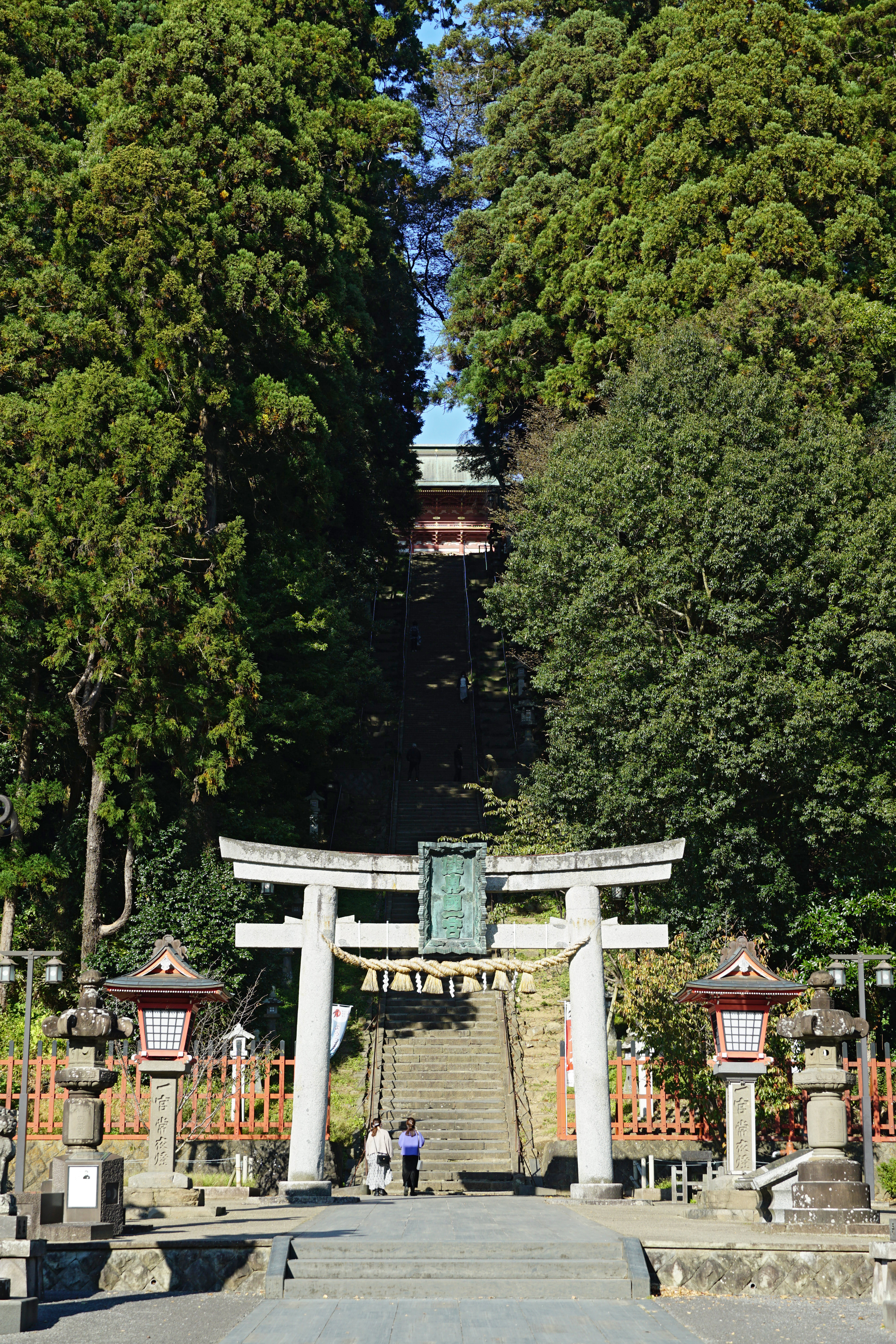
表参道

中世においては歴代の領主から崇敬された。前九年の役および後三年の役を経て藤原清衡が陸奥押領使に任ぜられると、陸奥国の支配権は奥州藤原氏のものとなった。文治2年（1186年）4月28日付けの竹城保司あて所職安堵の下文や文治3年（1187年）に和泉三郎忠衝より奉納された鉄燈は、鹽竈神社に対し奥州藤原氏が影響力と崇敬をよせていたことを窺わせている。
また、奥州藤原氏が文治5年（1189年）に滅亡した後、鎌倉幕府が竹城保司に臨時祭料田を設定するよう命じた建久4年（1193年）3月7日付けの文書には「一宮塩竈社」の記述があり、鎌倉幕府から鹽竈神社が一宮と認識されていたことがわかる。加えて、文治6年（1190年）に奥州下向の将兵に鹽竈以下の神領において狼藉をしないよう命令が出されていることからも、鎌倉幕府が鹽竈神社を重く見ていたことが覗える。
文治6年（1190年）伊沢家景が源頼朝から陸奥留守職に任じられ、伊沢家景の子である家元の代より伊沢氏は「留守」姓を名乗るようになる。以後は留守氏が管理権を掌握し、神社の宮人を自らの家臣団として編成した。留守氏はまた塩竈神宮寺も支配した。神宮寺（別当寺）とは神社を管理する寺院である。戦国時代の末に別当寺は法蓮寺に変わり、江戸時代も当社の別当であった。
14世紀の南北朝内乱期に入ると、東北地方においても南朝方と北朝方に分かれて合戦が行われるようになり、多賀国府の政治的求心力は低下した。これにより、留守氏も陸奥一国に対する行政権を失っていく。それに代わり陸奥国の武士の統率者となったのは、室町幕府から派遣された奥州管領であった。奥州管領達も鹽竈神社に崇敬をよせ、斯波家兼が文和3年（南朝の元号では正平9年、1354年）に祈願状を奉納、斯波直持は文和5年（南朝の元号では正平11年、1356年）に鹽竈神社の仮殿造営と馬一疋の奉加を行うと共に祈願状を奉納している。同じく奥州管領の吉良貞経が延文5年（南朝の元号では正平15年、1360年）に鳥居造立、社頭造営、釜一口奉鋳、神馬奉引、大般若一部読踊、心経十万部読踊、御神楽勤仕などの立願を行い、さらに竹城保を寄進している。
応安8年（南朝の元号では天授元年、1375年）以前に編纂されたとされる卜部宿禰奥書の『諸国一宮神名帳』には、陸奥国の一宮は「鹽竈大明神」と記されている。しかし、その後の室町期に編纂されたとする『大日本国一宮記』では陸奥国一宮は都都古和気神社とされた。この後、近世においては主に大日本国一宮記が参照されたことから、鹽竈神社は「近世以降の一宮」との認識が持たれることがあった。しかしながら、江戸時代初期の神道者・橘三喜が全国の一宮を参拝した際は、『大日本国一宮記』の類本である『吉田一宮記』と『豊葦原一宮記』を携帯して諸国を巡ったが、延宝6年（1678年）に鹽竈神社を訪れている。

#### 近世
近世に入り仙台藩伊達家がよせた崇敬は特に厚く、伊達氏が当地を治めた江戸時代以降から明治時代に至るまで、歴代仙台藩主は「大神主」として祭事を司ると共に社領・太刀・神馬などを寄進した。

初代藩主政宗は岩出山から仙台に居城を移すと、領内寺社の整備に取り掛かる。鹽竈神社へは元和5年（1619年）に社領24貫336文を寄進、慶長12年（1607年）に社殿造営を行った。
二代藩主忠宗は寛永13年（1636年）に鐘楼を再興し、1664年（寛文4年）には拝殿、さらに慶安3年（1650年）には長床を修造している。
三代藩主綱宗は伊達騒動で万治3年（1660年）に家督を子の綱村に譲っていたが、寛文3年（1663年）に大幅な社殿造り変えを行うと共に社領7貫584文を寄進している。
歴代藩主中で最も厚い崇敬を寄せた四代藩主綱村は、まず貞享2年（1685年）に塩竈の租税免除・市場開催許可・港湾整備を行って同地を手厚く遇した。
貞享4年（1687年）には吉田家に神階昇叙を依頼し、鹽竈神社に正一位が昇叙されている。さらに元禄6年（1693年）には神祇管領吉田兼連をして鹽竈社縁起を編纂させ、それまで諸説あった祭神を確定させた。元禄8年（1695年）に社殿の造営計画を立てて工事に着手し、9年後五代藩主吉村の宝永元年（1704年）に竣工している。この時造営されたものが現在の社殿である。宝永期以降は20年に一度の式年遷宮の制度が設けられ現在に至っている。
また、五代藩主吉村も1704年（宝永元年）の社殿竣工成就を記念して社領55貫文を寄進している。

### 明治以降の両社
1871年（明治4年）に志波彦神社が国幣中社に列格、1874年（明治7年）12月に志波彦神社が別宮本殿に遷宮されると同時に鹽竈神社が国幣中社に列格した。その後、1934年（昭和9年）から1938年（昭和13年）に志波彦神社が国費をもって社殿新築、1938年（昭和13年）から1942年（昭和17年）には鹽竈神社が国費による修築を行った。第2次世界大戦後に旧社格が廃止されると、当社は神社本庁が包括する別表神社となった。また前述のように、20年に一度の式年遷宮が現在に至るまで行われている。

## 境内

### 地理
松島湾を囲む松島丘陵に深く入り込んだ入り江の1つに、同湾の南西部に位置する千賀ノ浦（現・塩釜港）がある。この千賀ノ浦に東向きに突き出した岬だった一森山（松島丘陵の樹枝状丘陵）の尾根上、標高約50mに鹽竈神社（別宮および左右宮）や志波彦神社などが建ち、南麓の標高10m以下の地に猿田彦神社などが建つ。
一森山の南側はかつての千賀ノ浦の最奥部であったが、現在は東流する祓川となり、その一部が暗渠化されて宮城県道3号塩釜吉岡線が通っている。同県道をはさんで南側には、これも松島丘陵の樹枝状丘陵である江尻山（融ヶ丘）がある。同山の尾根上にはかつて源融の別荘があり、現在は愛宕神社や宮城県塩釜高等学校などがある。また、北麓の標高約2mの地に御釜神社がある。
一森山の東側および江尻山の東側にもかつての千賀ノ浦が入り込んでおり、各々の東側にはこれも松島丘陵の樹枝状丘陵である女郎山が岬を突き出していた。現在、女郎山の尾根上には伊勢神明社、稲荷堂山の尾根上には稲荷神社などがある。
これら、松島丘陵の樹枝状丘陵の間にあるV字谷の沈水地形は、現在は埋立地となって市街化している。
なお、千賀ノ浦に香津（国府津）、すなわち、外港を置いていた陸奥国府・多賀城は、当地の南西の松島丘陵南斜面にある。

### 社殿
境内は、社殿14棟と鳥居1基が重要文化財に指定されている。これら社殿は、仙台藩4代藩主伊達綱村の時、1695年（元禄8年）に地鎮が行われ、5代伊達吉村の時、1704年（宝永元年）に竣工したものである。なお、随身門は1698年（元禄11年）、左右宮拝殿と別宮拝殿は1699年（元禄12年）にそれぞれ上棟しており、本殿が完成して遷宮の行われたのが宝永元年のことである。大工棟梁は松原助兵衛重成。
東西に並列する左宮本殿・右宮本殿はともに三間社流造。各本殿の手前に切妻造妻入の左宮幣殿・右宮幣殿が建ち、これらの手前に接して左右宮廻廊が東西方向に建つ。左右宮廻廊は中央部を切妻造妻入、左右を切妻造平入とする。廻廊両端から発した瑞垣は両本殿を中心とする聖域を画している。廻廊の手前には入母屋造の左右宮拝殿が建つ。本殿、幣殿、廻廊、瑞垣はいずれも檜皮葺きで、部材は素木仕上げとし、各所に取り付けた装飾金物以外に目立った装飾のない簡素な意匠とする。これに対し、拝殿は銅板葺き、朱漆塗りとする。
左右宮の手前東側に西面して建つ別宮は本殿、幣殿、廻廊、瑞垣、拝殿から構成される。別宮の本殿と幣殿は左宮・右宮の本殿・幣殿と同規模・同意匠とする。別宮の廻廊、瑞垣も左右宮より規模は小さいものの、意匠・構成は共通している。拝殿は左右宮拝殿が正面7間・奥行4間であるのに対し別宮拝殿は正面5間・奥行3間とする。本殿、幣殿、廻廊、瑞垣を檜皮葺き、素木仕上げとし、拝殿を銅板葺き、朱漆塗りとする点も左右宮と共通する。
左右宮本殿の手前（南側）には唐門及び廻廊、その手前に随身門が建つ。「唐門」とは通常、唐破風をもつ門を指すが、当神社の唐門は切妻造の四脚門で、唐破風をもたない。重要文化財指定名称は単に「門」となっている。門と左右に接続する廻廊ともに銅板葺き、朱塗りとする。随身門は三間楼門で、銅板葺き、朱塗りとする。神社入口の石段下に建つ鳥居は花崗岩製の明神鳥居で、1663年（寛文3年）の建立である。

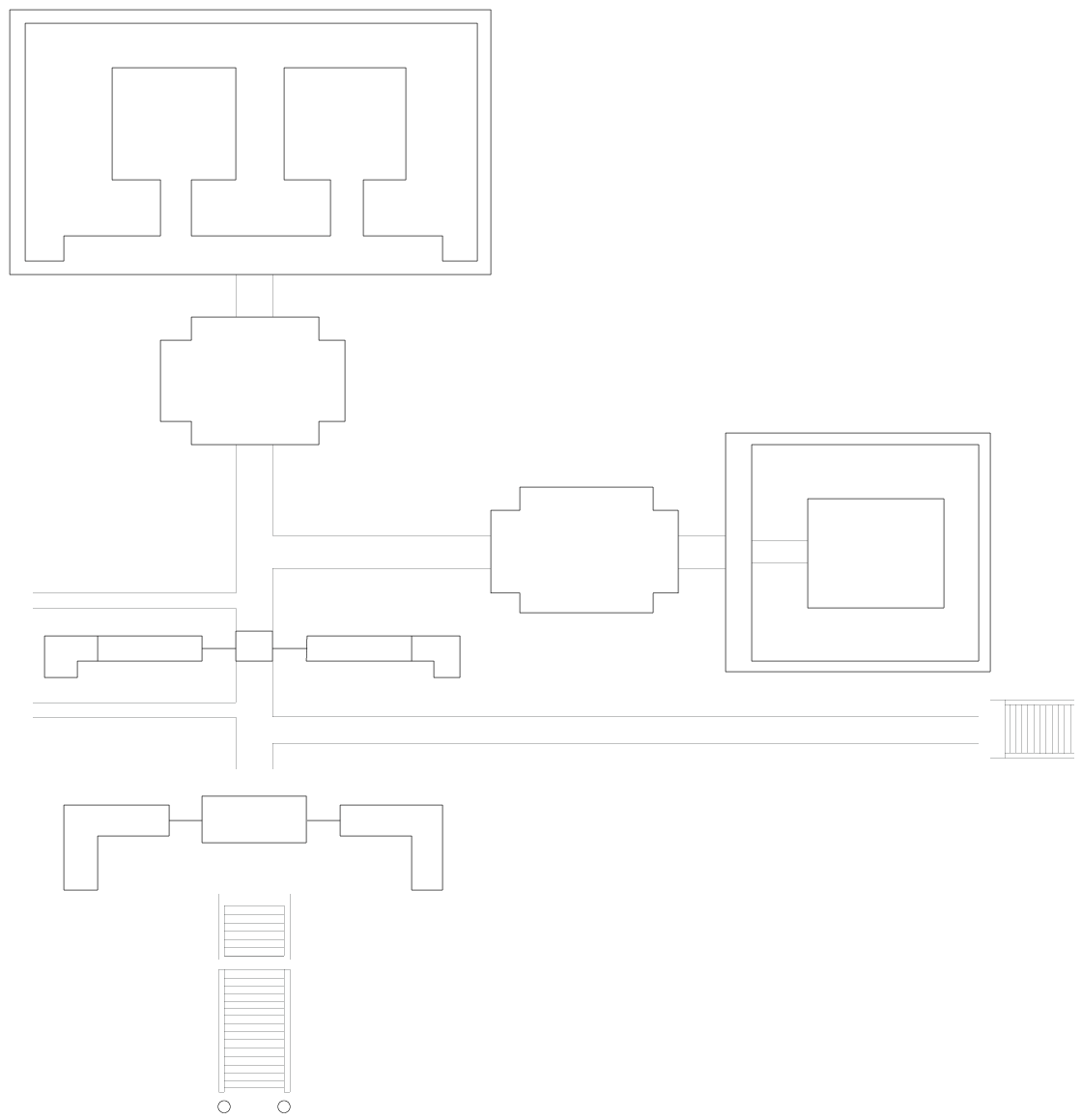
社殿の配置

|          |          |          |          |    |          |          |          |          |  |             |             |                |  |  |  |
| 経津主神 | 経津主神 | 経津主神 | 経津主神 |    | 武甕槌神 | 武甕槌神 | 武甕槌神 | 武甕槌神 |  |             |             |                |  |  |  |
| 右       | 宮       | 本       | 殿       |    | 左       | 宮       | 本       | 殿       |  |             |             |                |  |  |  |
|          |          | 左       | 右       | 宮 | 拝       | 殿       |          |          |  |             |             |                |  |  |  |
|          |          |          |          |    |          |          |          |          |  |             |             |                |  |  |  |
|          |          |          |          |    |          |          |          |          |  |             | 別 宮 本 殿 | 塩 土 老 翁 神 |  |  |  |
|          |          |          |          |    |          |          |          |          |  | 別 宮 拝 殿 | 別 宮 本 殿 | 塩 土 老 翁 神 |  |  |  |
|          |          |          | 唐門     |    |          |          |          |          |  |             | 別 宮 本 殿 | 塩 土 老 翁 神 |  |  |  |
|          |          |          |          |    |          |          |          |          |  |             |             |                |  |  |  |

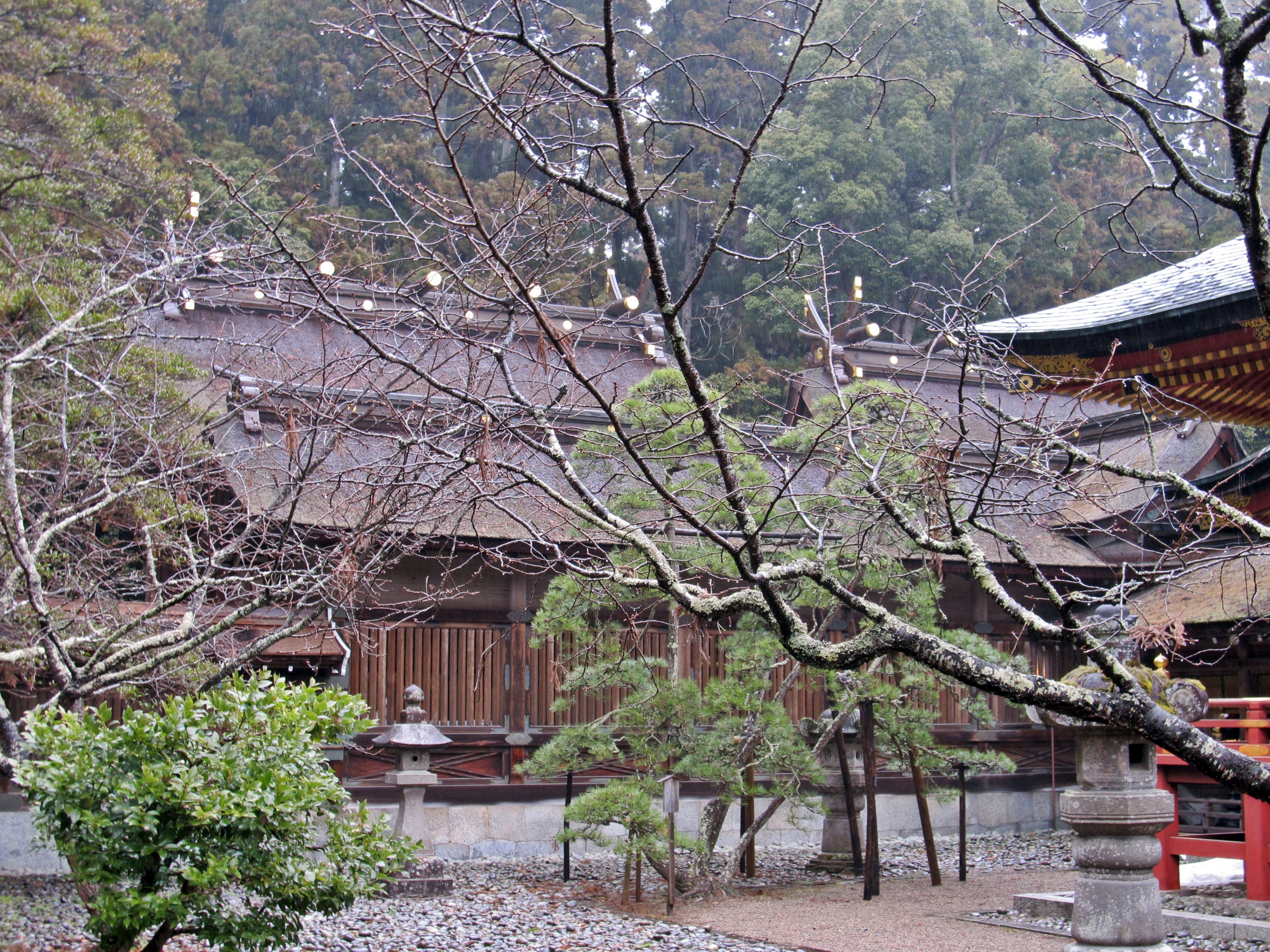
左右宮廻廊と右宮本殿（屋根のみ見える）
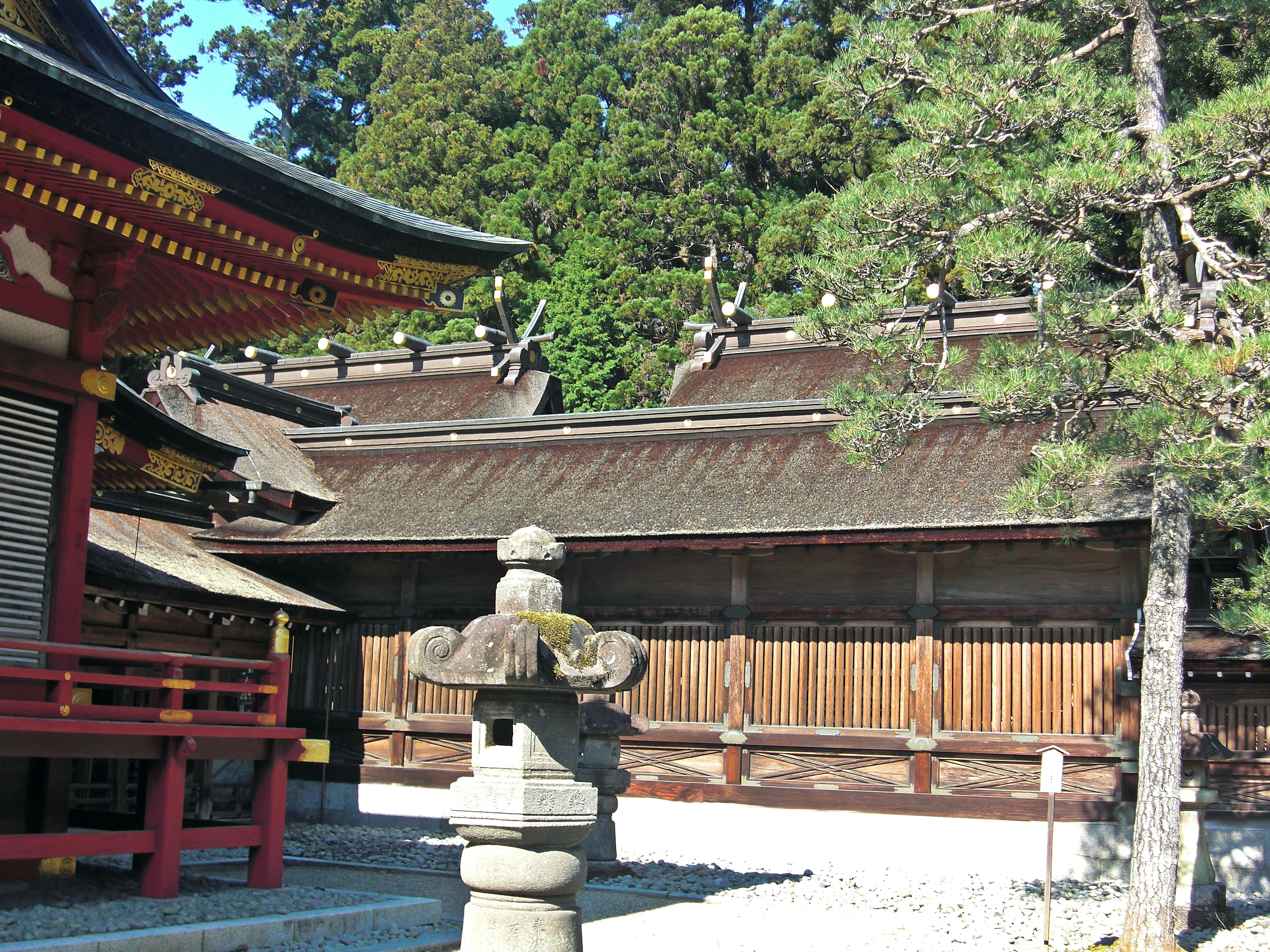
左右宮廻廊と左宮本殿（屋根のみ見える）
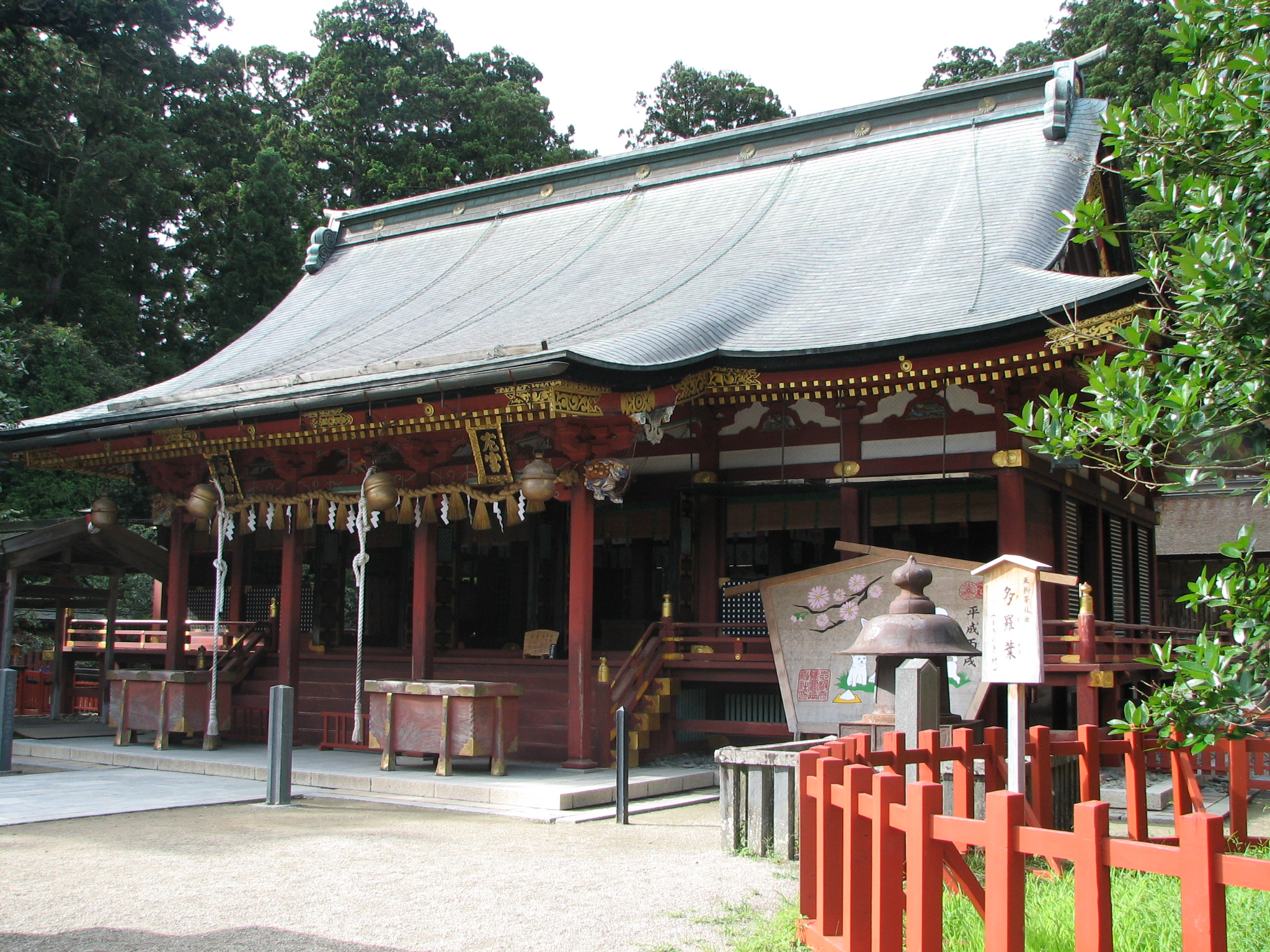
左右宮拝殿
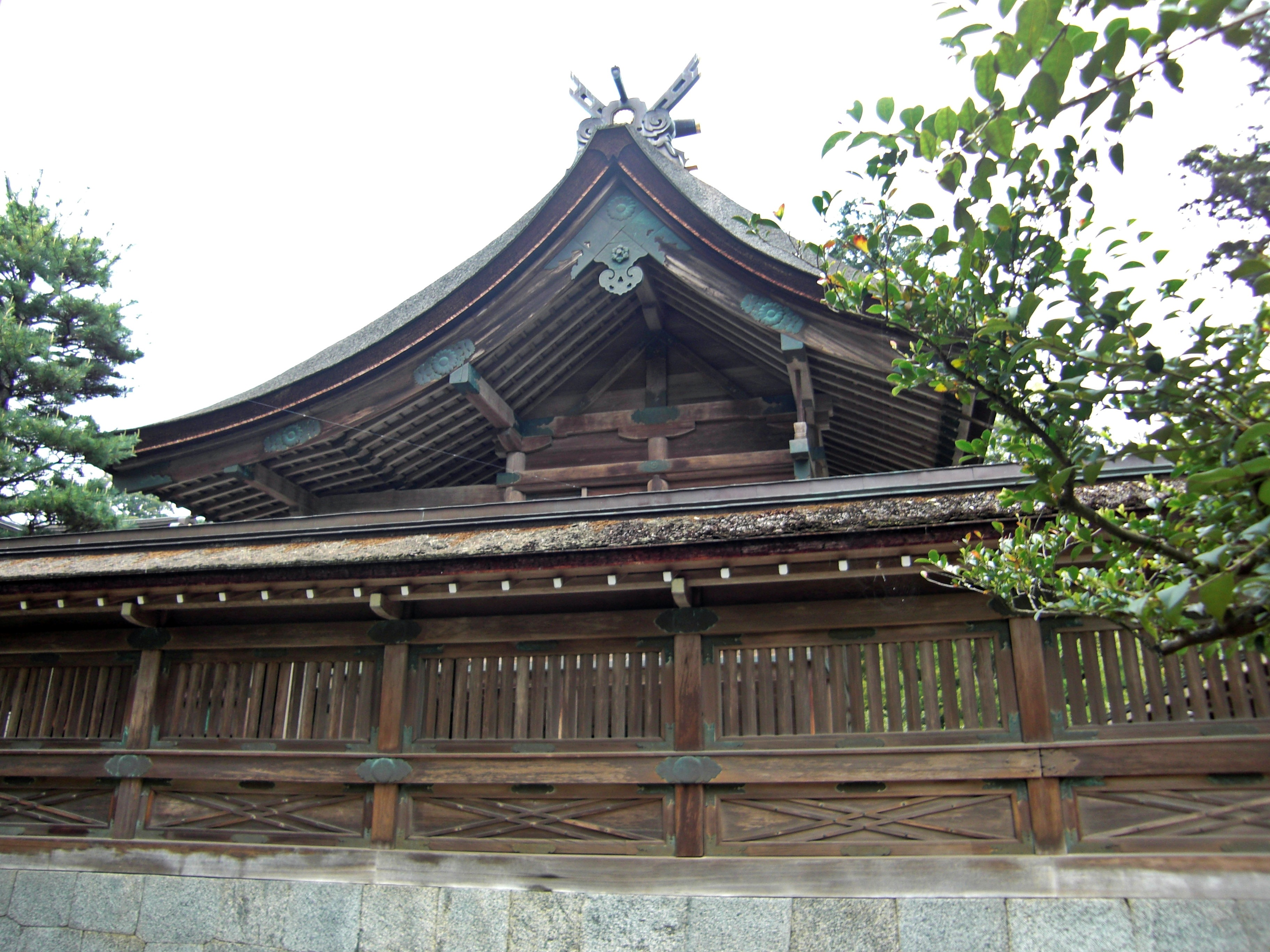
別宮本殿、別宮瑞垣
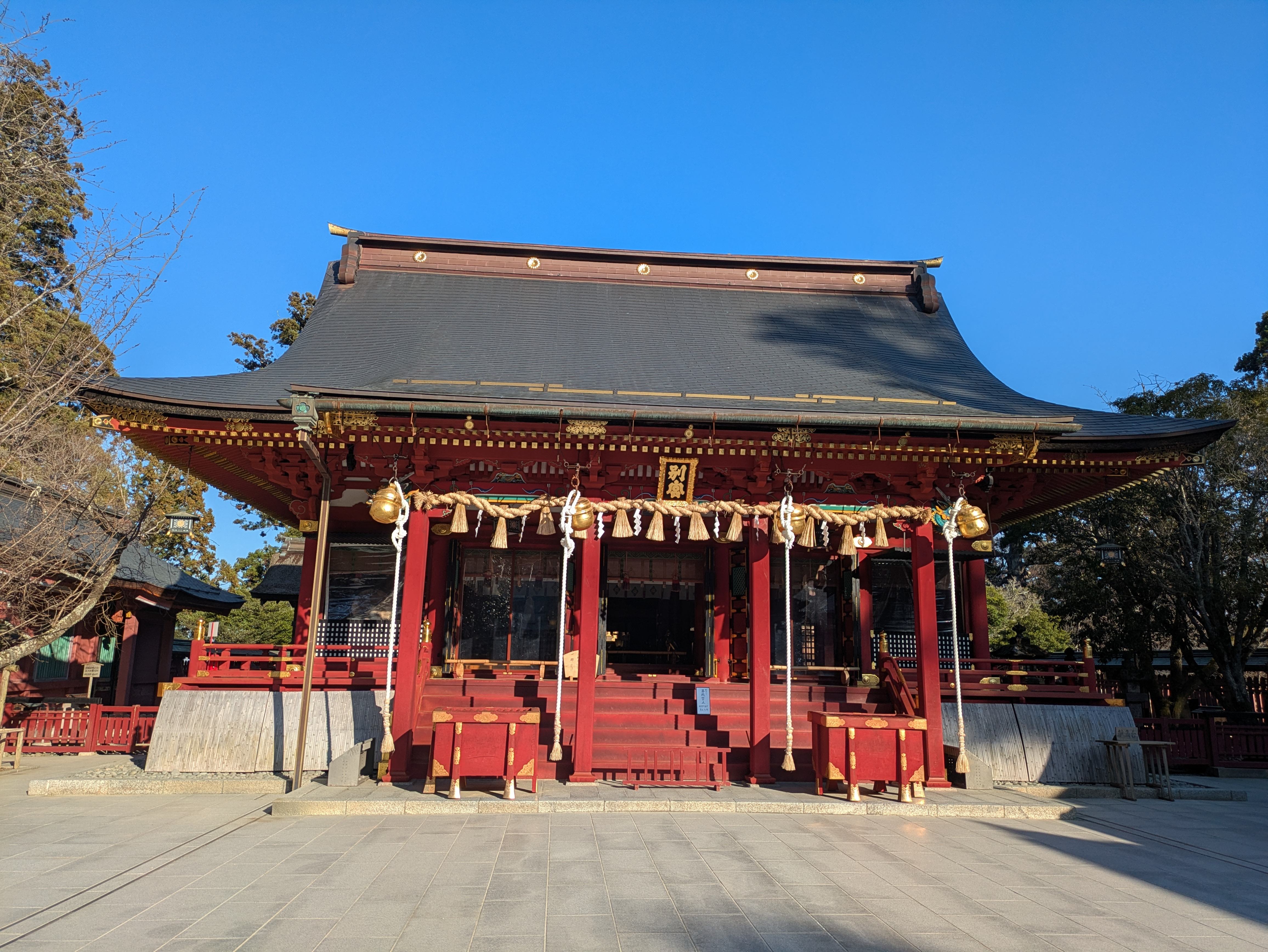
別宮拝殿
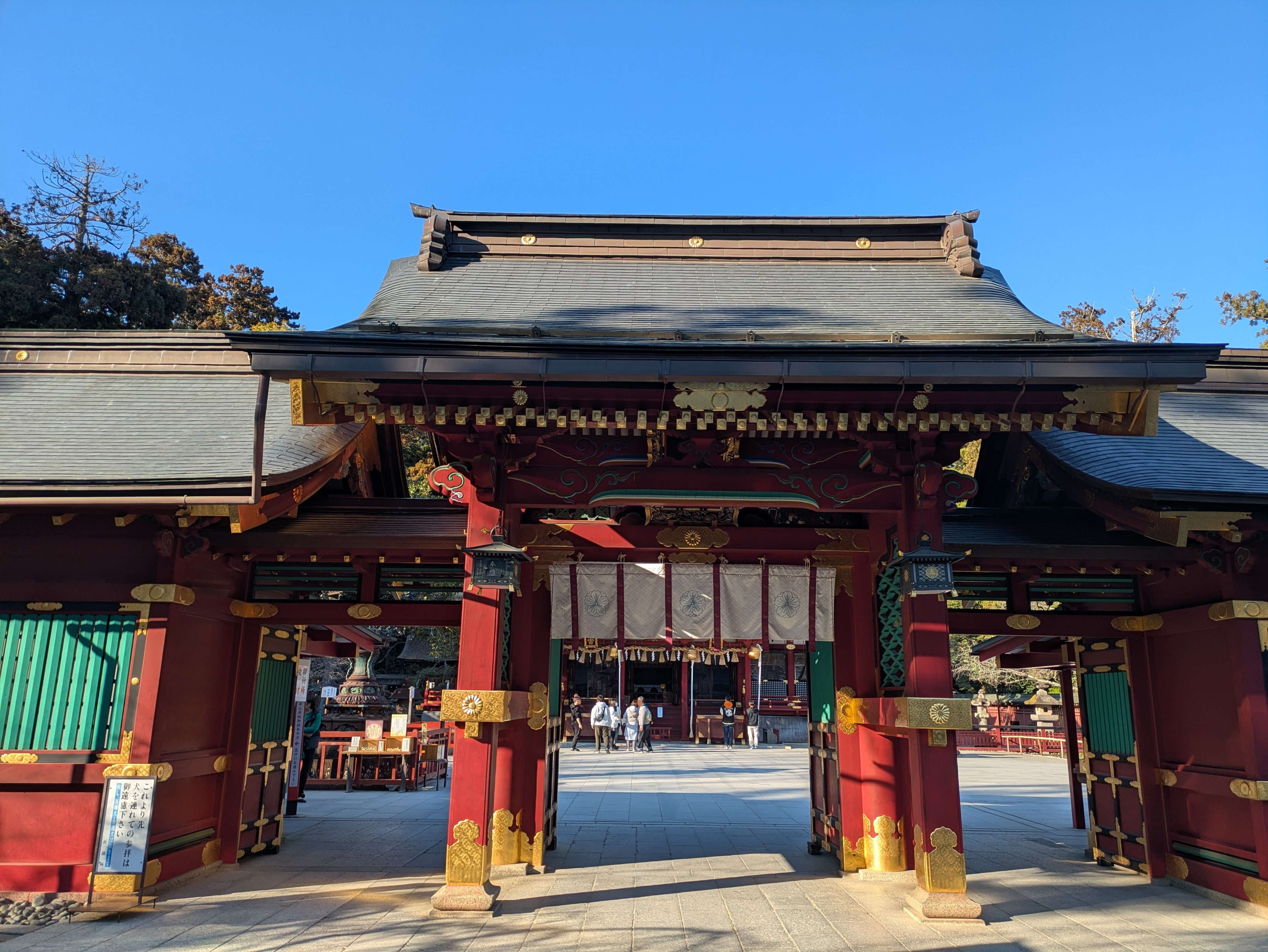
門及び廻廊
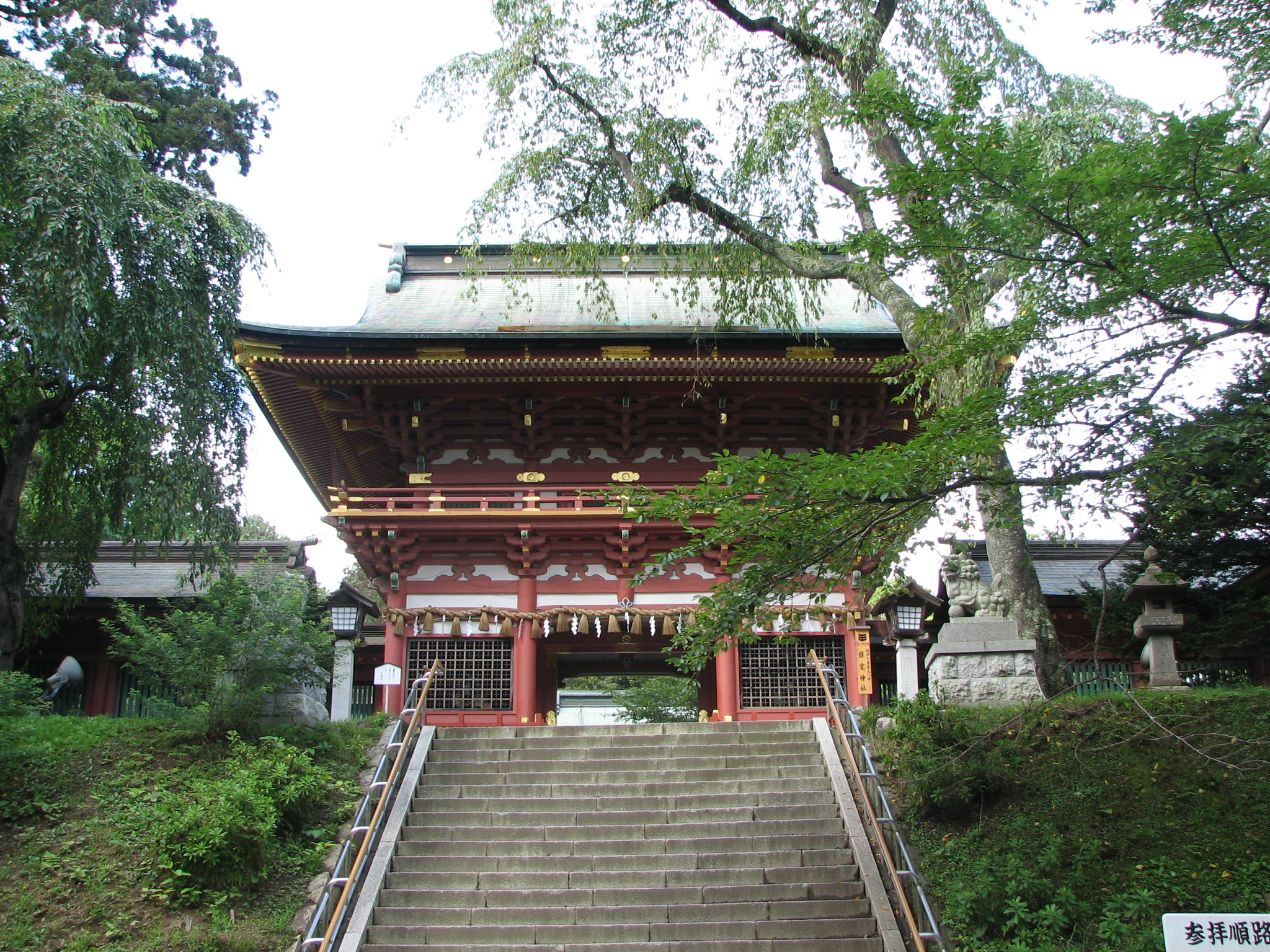
随身門
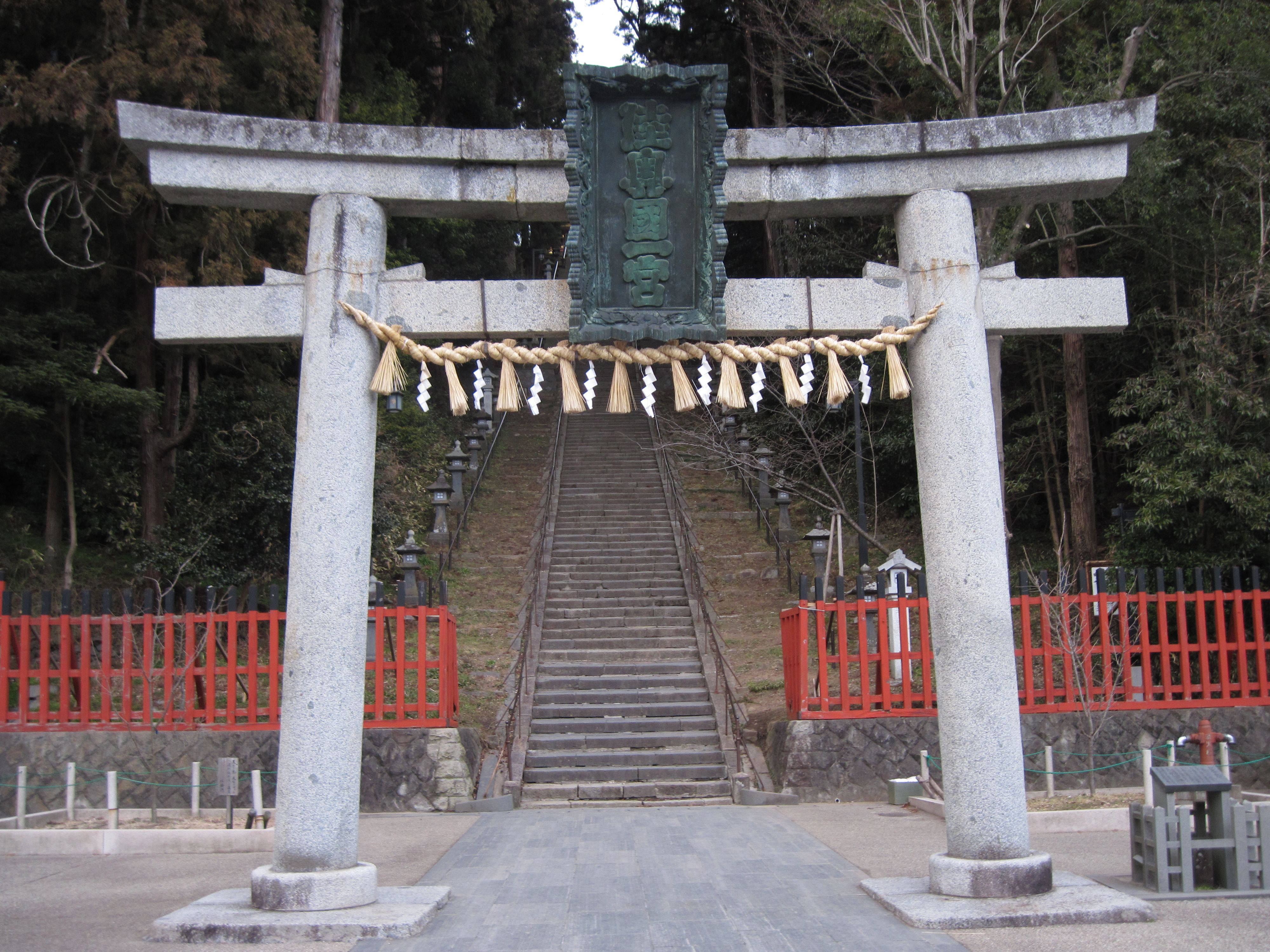
鳥居

## 摂末社

### 境内末社
以下の4社は、楼門を入って左手に朱塗木造銅板葺屋根の雨覆を掛けられ並んで鎮座している。明治維新前後に書かれたと言われる『鹽竈社神籍』では社内摂社であるとしている。
- 神明社
- 八幡社
- 住吉社
- 稲荷社

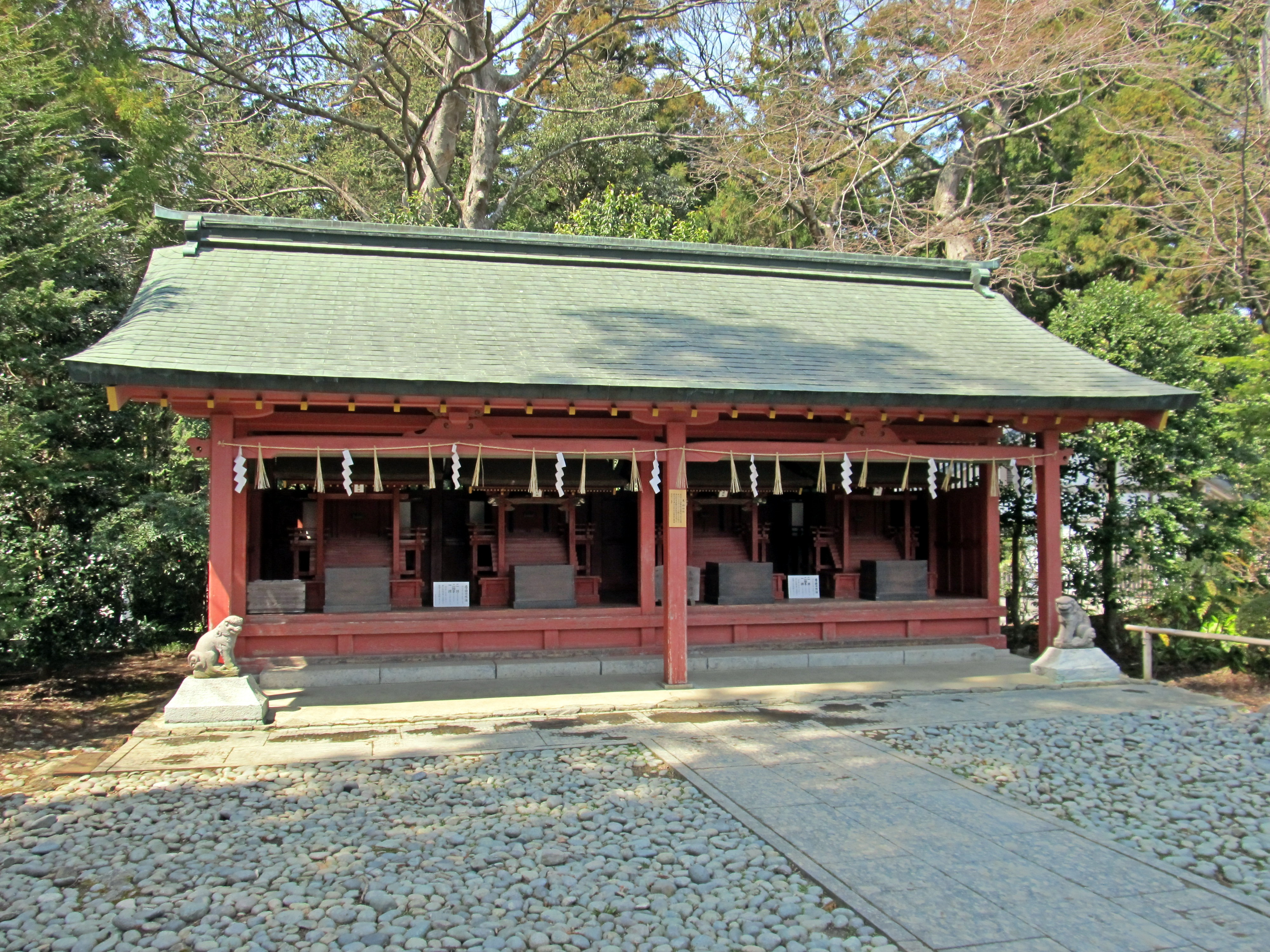
境内末社 左側から稲荷神社・住吉神社・八幡神社・神明社。
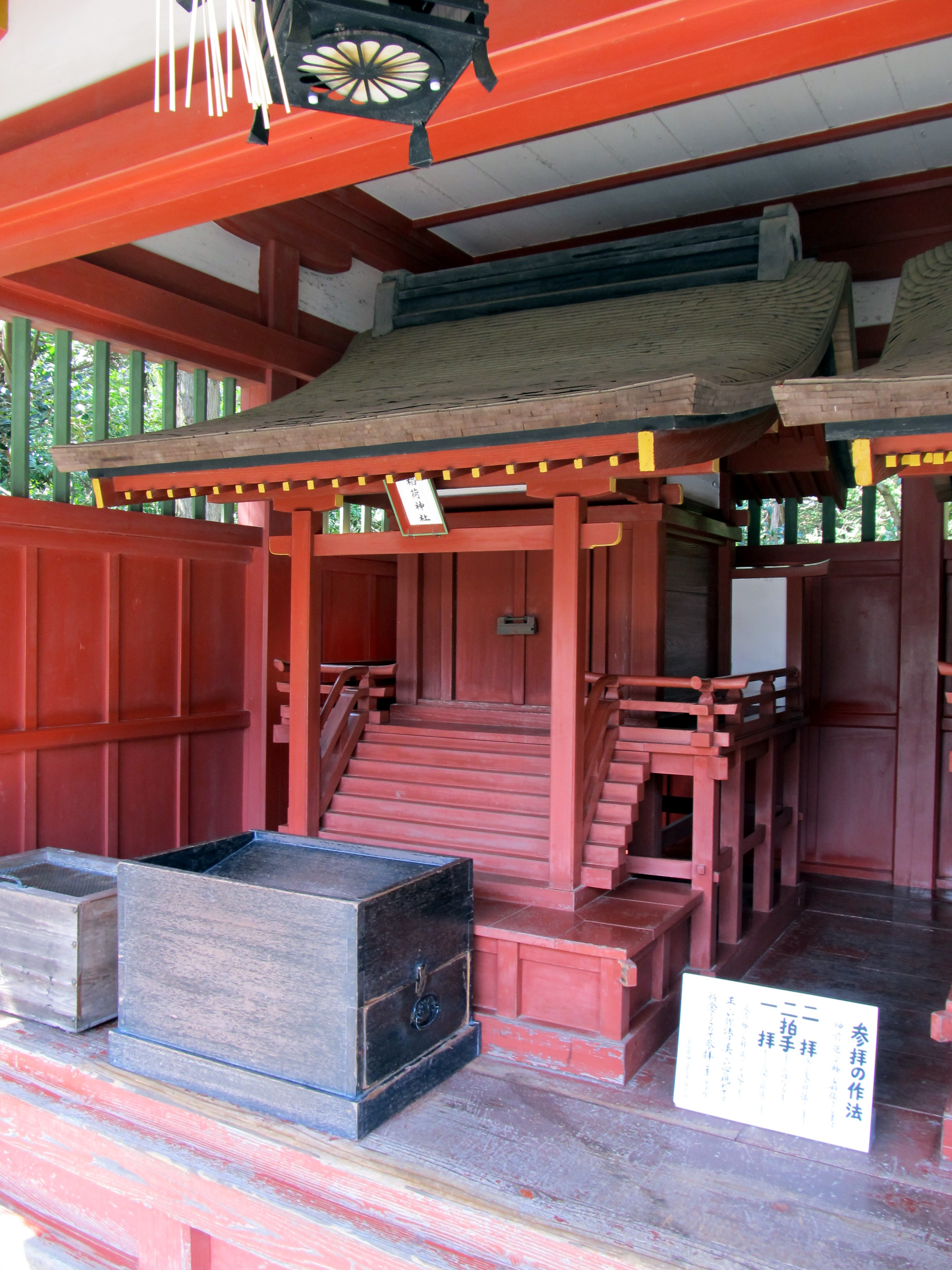
稲荷神社社殿 流造。他の三社も同規模の社殿。

### 境外末社
御釜神社
東参道（裏参道）入口の鳥居から南に約100m行った塩竈市中心部の商店街にある境外末社（北緯38度18分58.44秒 東経141度01分4.35秒）。
「塩竈」と言う地名の由来となった鹽竈神社の神器「神竈」を安置している。

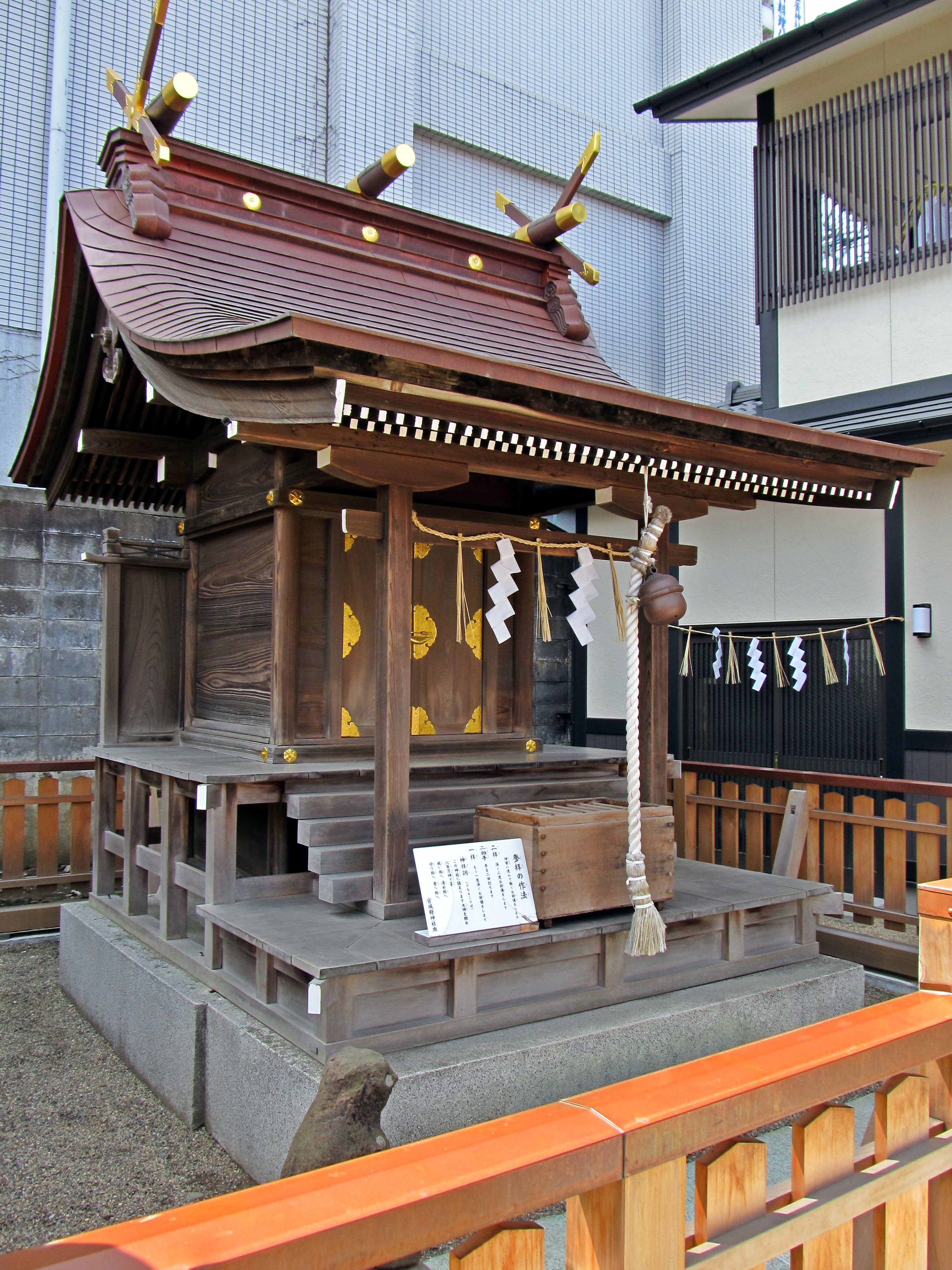
御釜神社

この他に、鹽竈神社の表坂向かい側・融ヶ岡の際には祓戸社（はらえどのやしろ）という小さな石祠が鎮座している。祭神として祓戸四柱大神を祀る社で、昔は祓戸社で身を清めてから鹽竈神社へ参拝したといい、また夏越の大祓の神事がこの石祠の前で行われていたという。現在、夏越と大晦日の大祓式は、志波彦神社の手水舎の南側にある「祓所」前で催行されている。

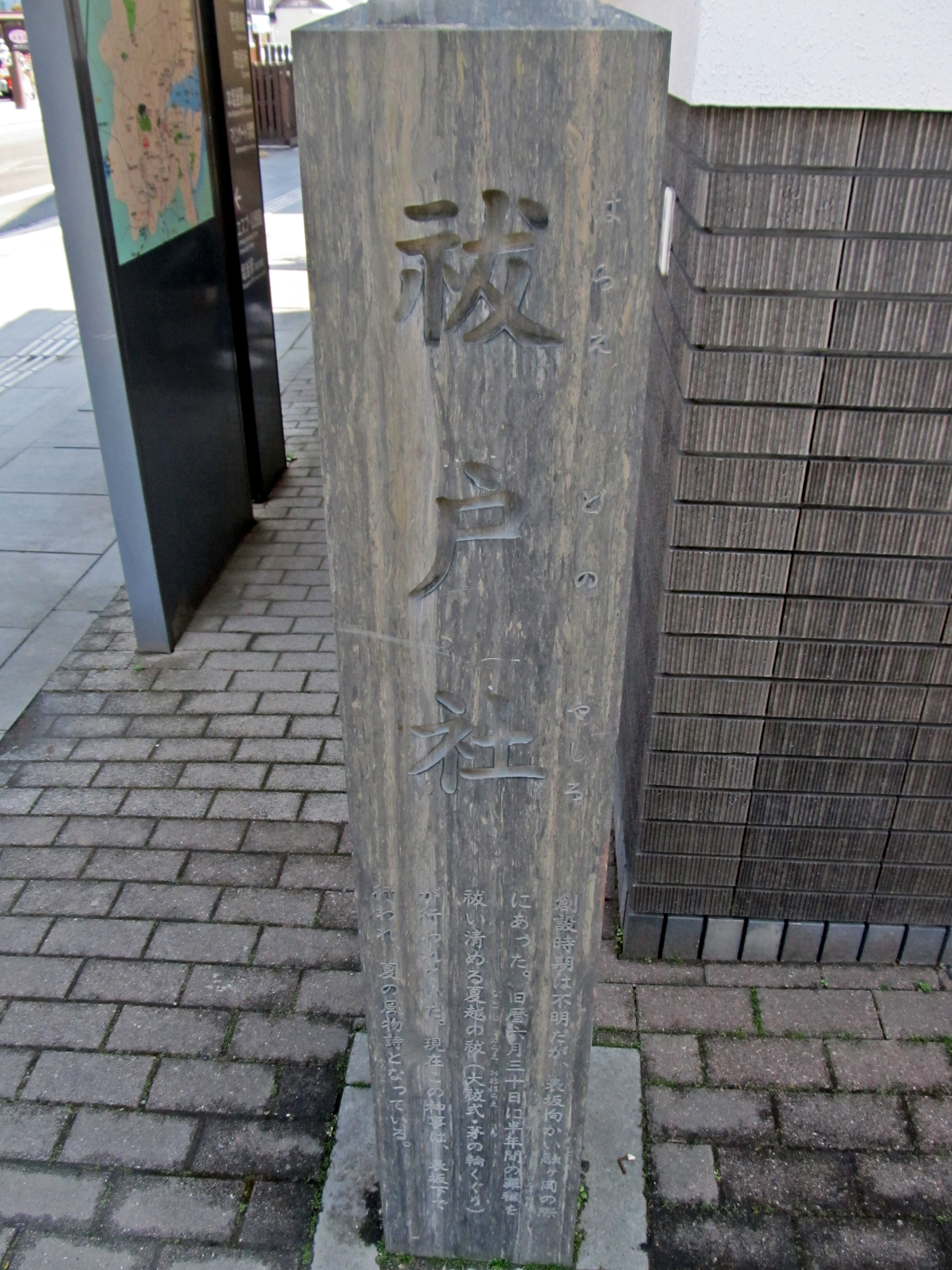
祓戸社の案内石標
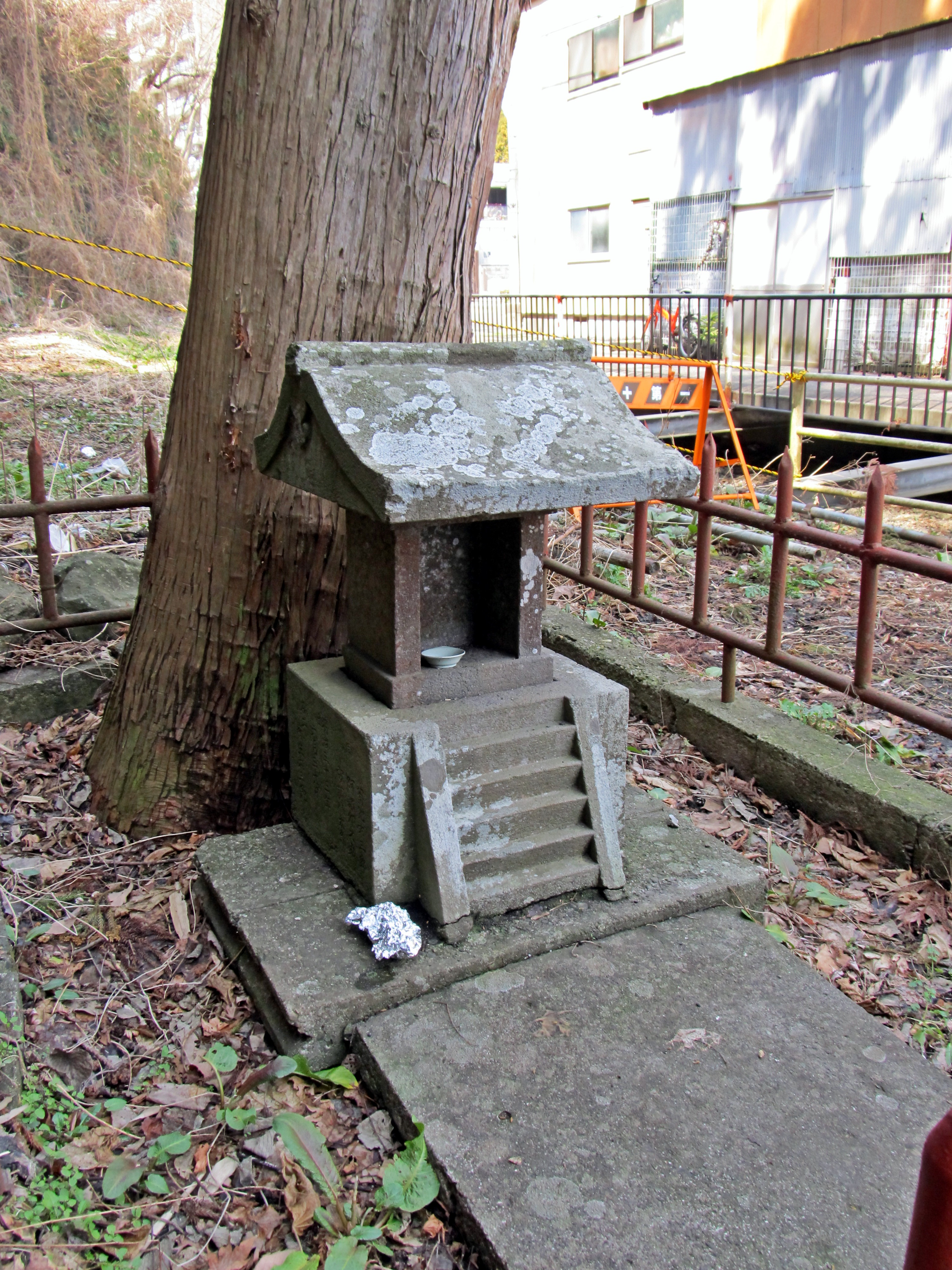
祓戸社の石祠

十四末社
文献によれば鹽竈神社には14の境外末社があるとされる。14と言う社数は同じであるが、文献によって記載されている神社が異なるので、以下の一覧にまとめた。『鹽社由来追考』の説①は、延宝6年（1678年）の春に太守君（この時の仙台藩主は四代綱村）の命により古老に尋ねて記録した、と同書に記載がある。また、説②では神社数は13しかない。社名、鎮座地は『別当法蓮寺記』または記載文献による。◎はその文献で十四末社とされている神社。
| 社名       | 鎮座地             | 記載文献      | 記載文献              | 記載文献     | 記載文献     | 記載文献    |
| 社名       | 鎮座地             | 別当 法蓮寺記 | 鹽社由来追考          | 鹽社由来追考 | 鹽社由来追考 | 鹽竈社 神籍 |
| 社名       | 鎮座地             | 別当 法蓮寺記 | 説①                   | 説②          | 説③          | 鹽竈社 神籍 |
| ---------- | ------------------ | ------------- | --------------------- | ------------ | ------------ | ----------- |
| 青木明神   | 宮城郡塩竈村内白坂 | ◎             |                       |              |              |             |
| 奏社明神   | 宮城郡市川村       | ◎             | ◎                     | ◎            |              | ◎           |
| 浮島明神   | 宮城郡浮島村       | ◎             | ◎                     | ◎            | ◎            | ◎           |
| 冠川明神   | 宮城郡岩切村       | ◎             | ◎                     | ◎            | ◎            |             |
| 南宮明神   | 宮城郡南宮村       | ◎             | ◎                     | ◎            |              | ◎           |
| 小刀明神   | 宮城郡澤音村       | ◎             | ◎                     | ◎            | ◎            | ◎           |
| 梅宮明神   | 宮城郡塩竈村内吉津 | ◎             | ◎                     | ◎            | ◎            |             |
| 柏木明神   | 宮城郡笠神村       | ◎             | ◎                     | ◎            | ◎            | ◎           |
| 東宮明神   | 宮城郡東宮濱       | ◎             | ◎                     | ◎            | ◎            | ◎           |
| 曲木明神   | 宮城郡籬島         | ◎             |                       | ◎            | ◎            | ◎           |
| 桂島明神   | 宮城郡桂島         | ◎             | ◎（松崎明神と記載有） | ◎            |              | ◎           |
| 鼻節明神   | 宮城郡花淵濱       | ◎             | ◎                     | ◎            | ◎            | ◎           |
| 赤沼明神   | 宮城郡塩竈村内白坂 | ◎             | ◎                     |              |              | ◎           |
| 荒脛巾明神 | 宮城郡市川村       | ◎             |                       |              | ◎            | ◎           |
| 吉田明神   | 宮城郡吉田濱       |               | ◎                     | ◎            | ◎            | ◎           |
| 北宮明神   | 宮城郡春日村       |               | ◎                     | ◎            | ◎            |             |
| 松島明神   | 不明               |               | ◎                     |              |              |             |
| 大根明神   | 花淵沖の海中       |               |                       |              | ◎            | ◎           |
| 大臣明神   | 宮城郡浮島村       |               |                       |              | ◎            |             |
| 春日明神   | 宮城郡春日村       |               |                       |              | ◎            |             |
| 志波彦明神 | 宮城郡春日村       |               |                       |              |              | ◎           |

1877年（明治10年）3月21日、鹽竈神社と密接不離の関係にあった鼻節神社、冠川神社、伊豆佐比売神社の3社が国幣中社志波彦神社・鹽竈神社の摂社に定められた。

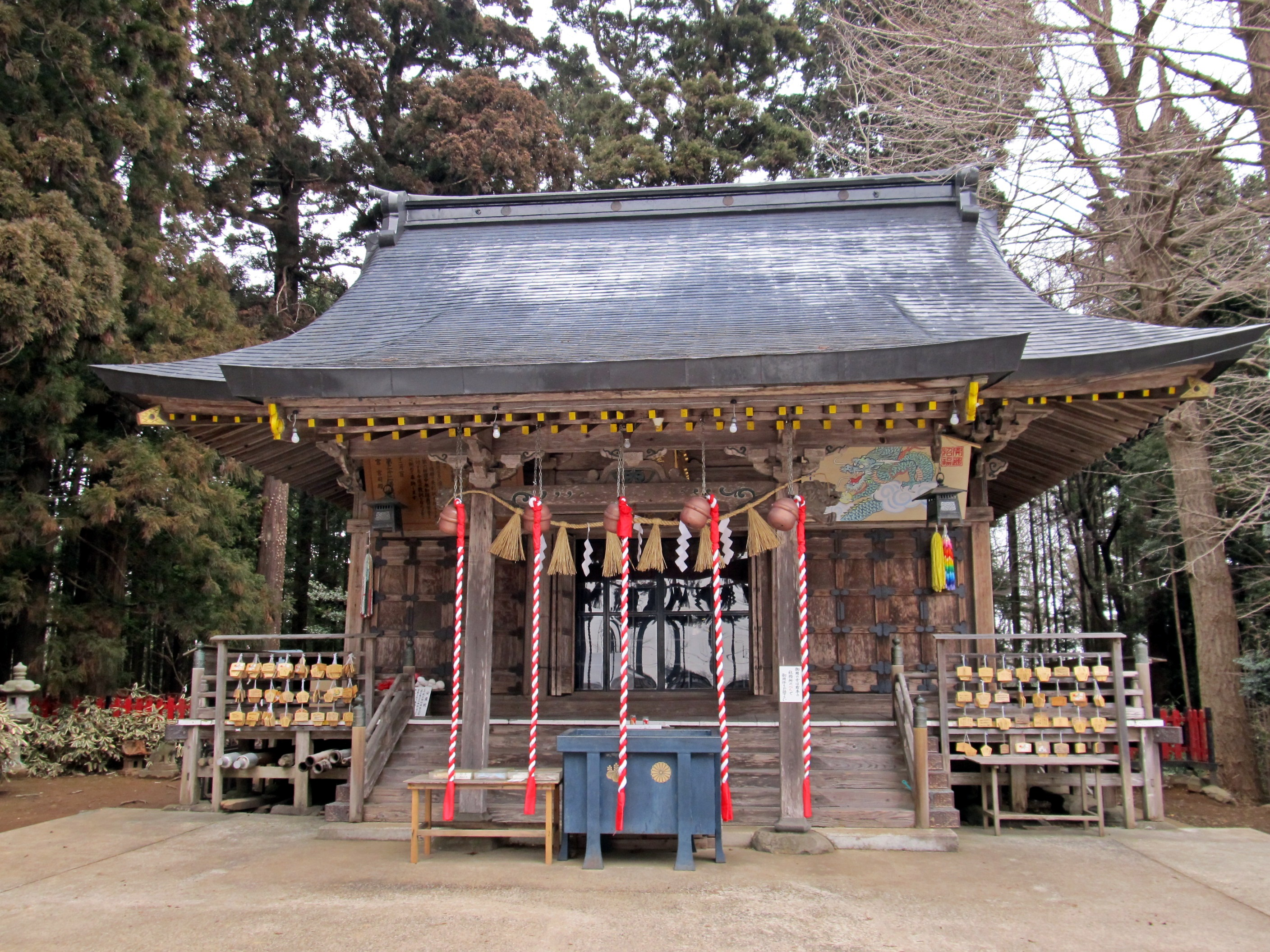
陸奥総社宮（多賀城市）
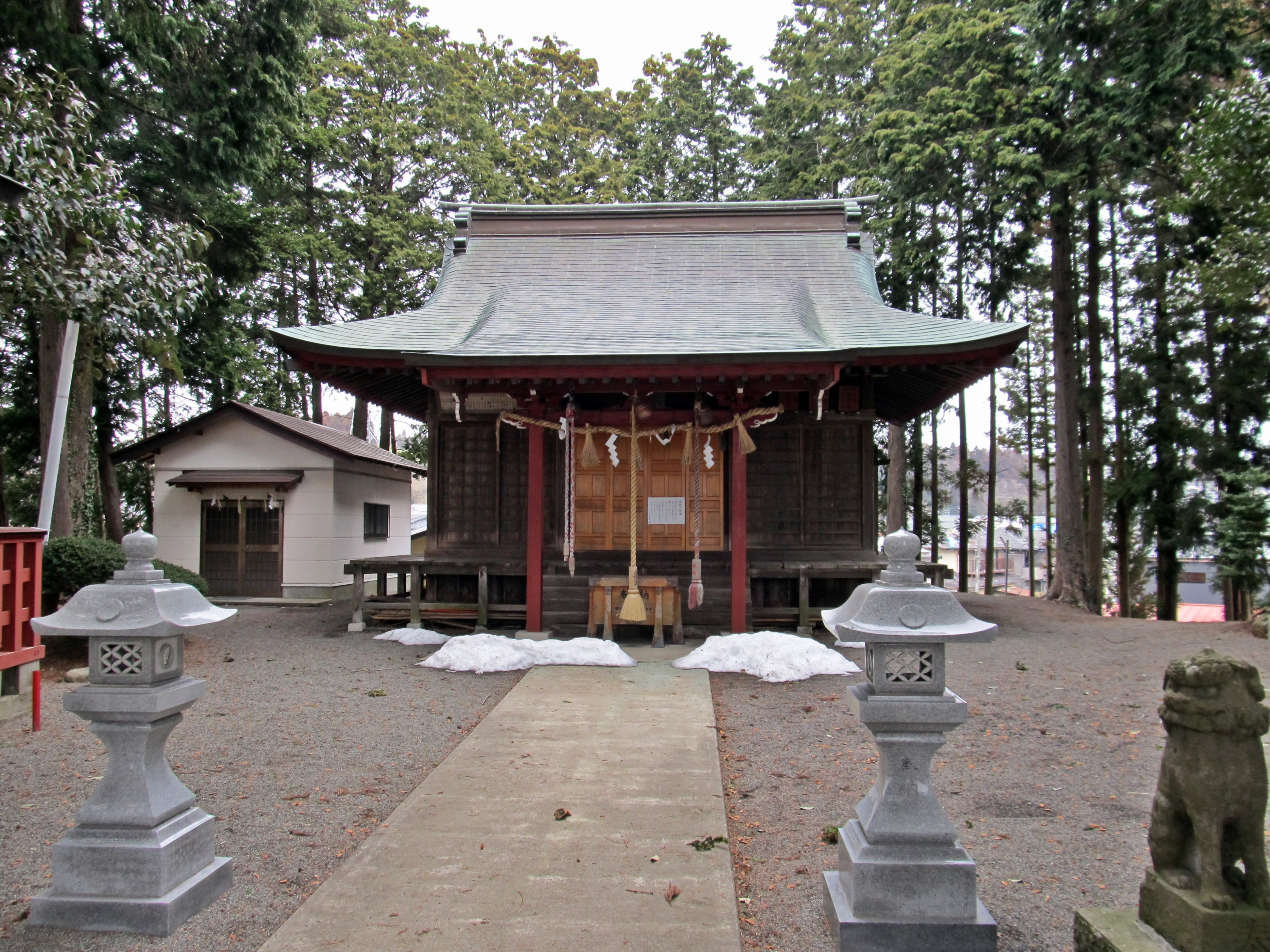
浮島神社（多賀城市）
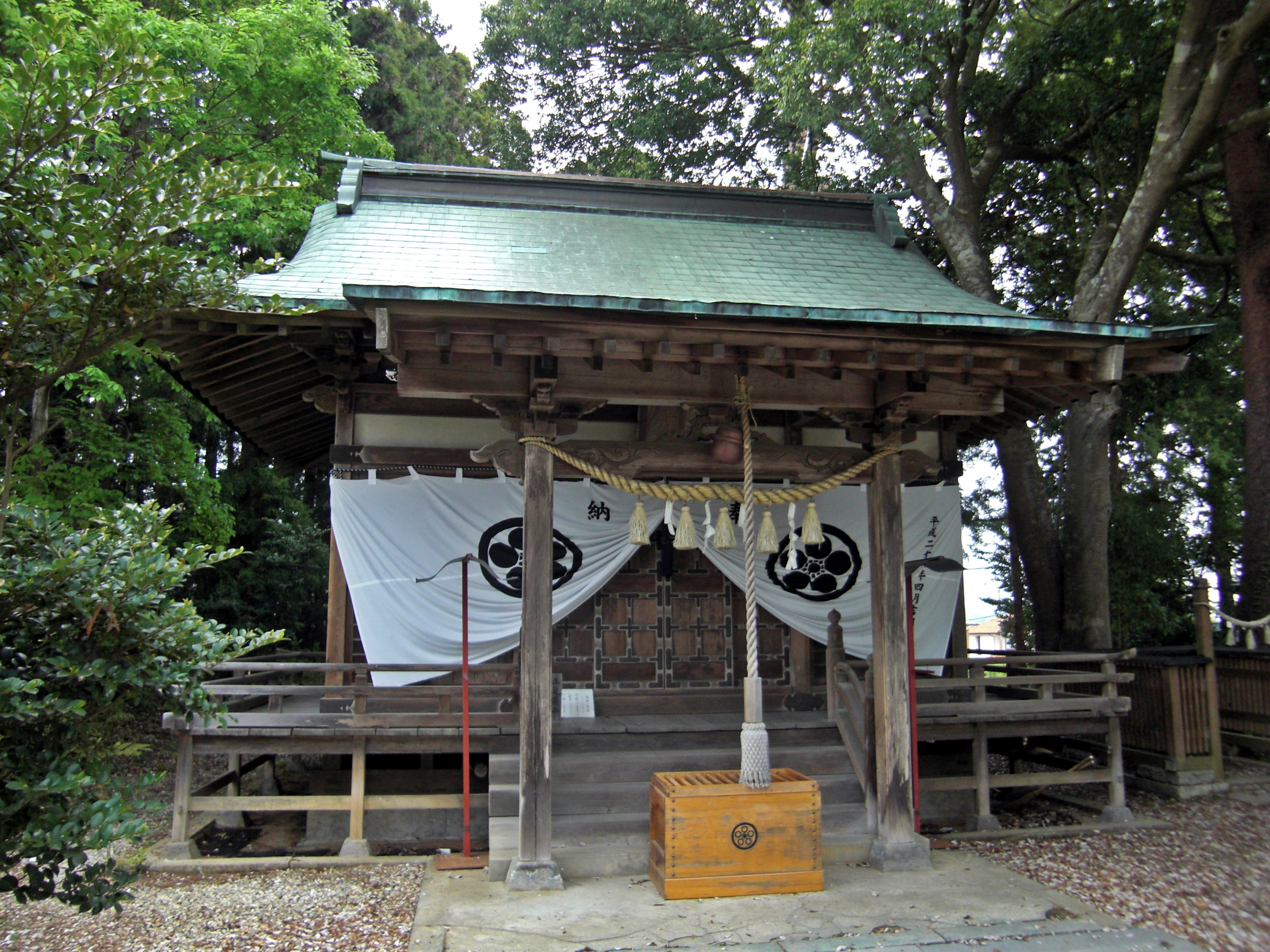
梅宮神社（塩竈市）
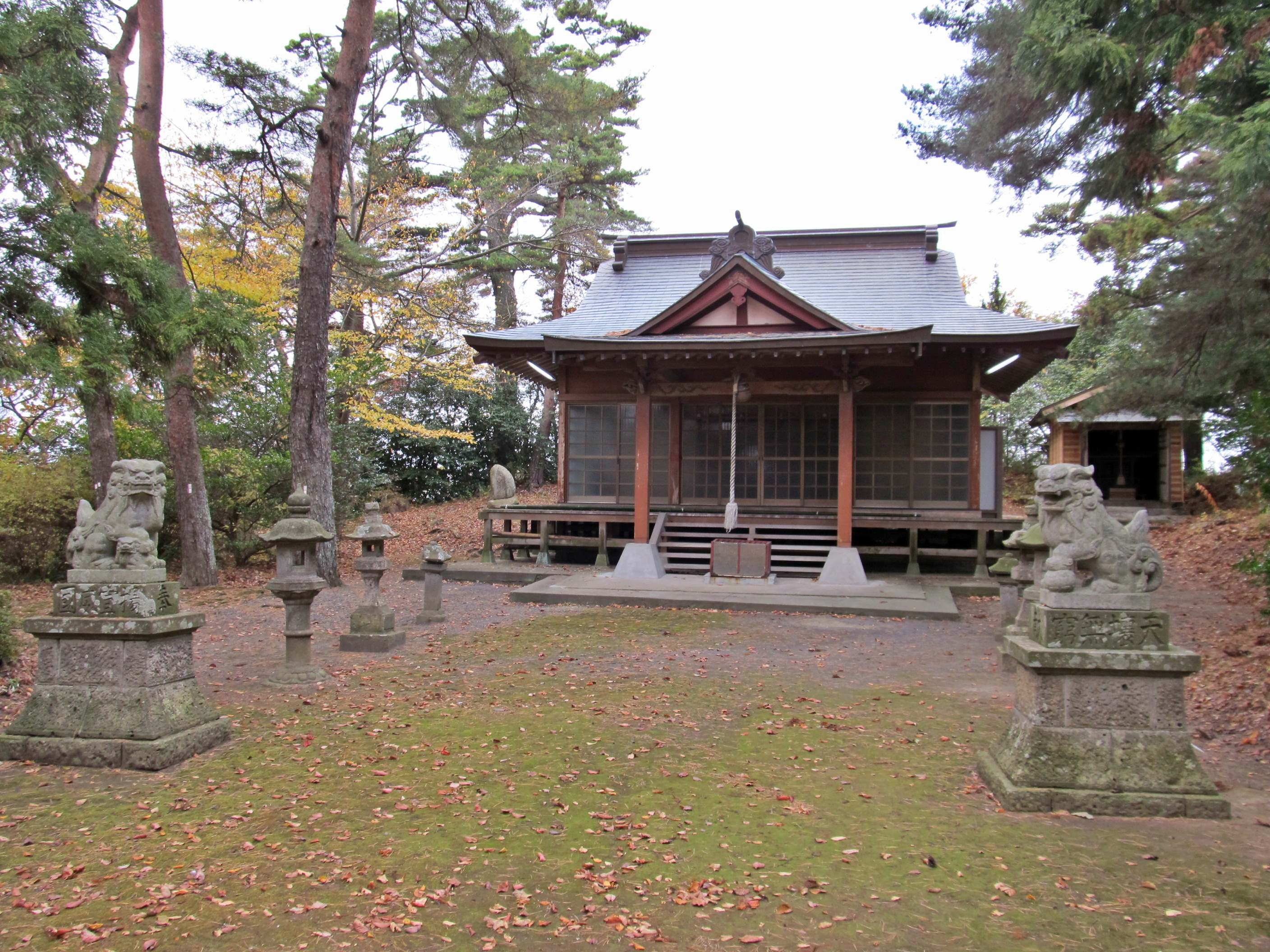
東宮神社（七ヶ浜町）
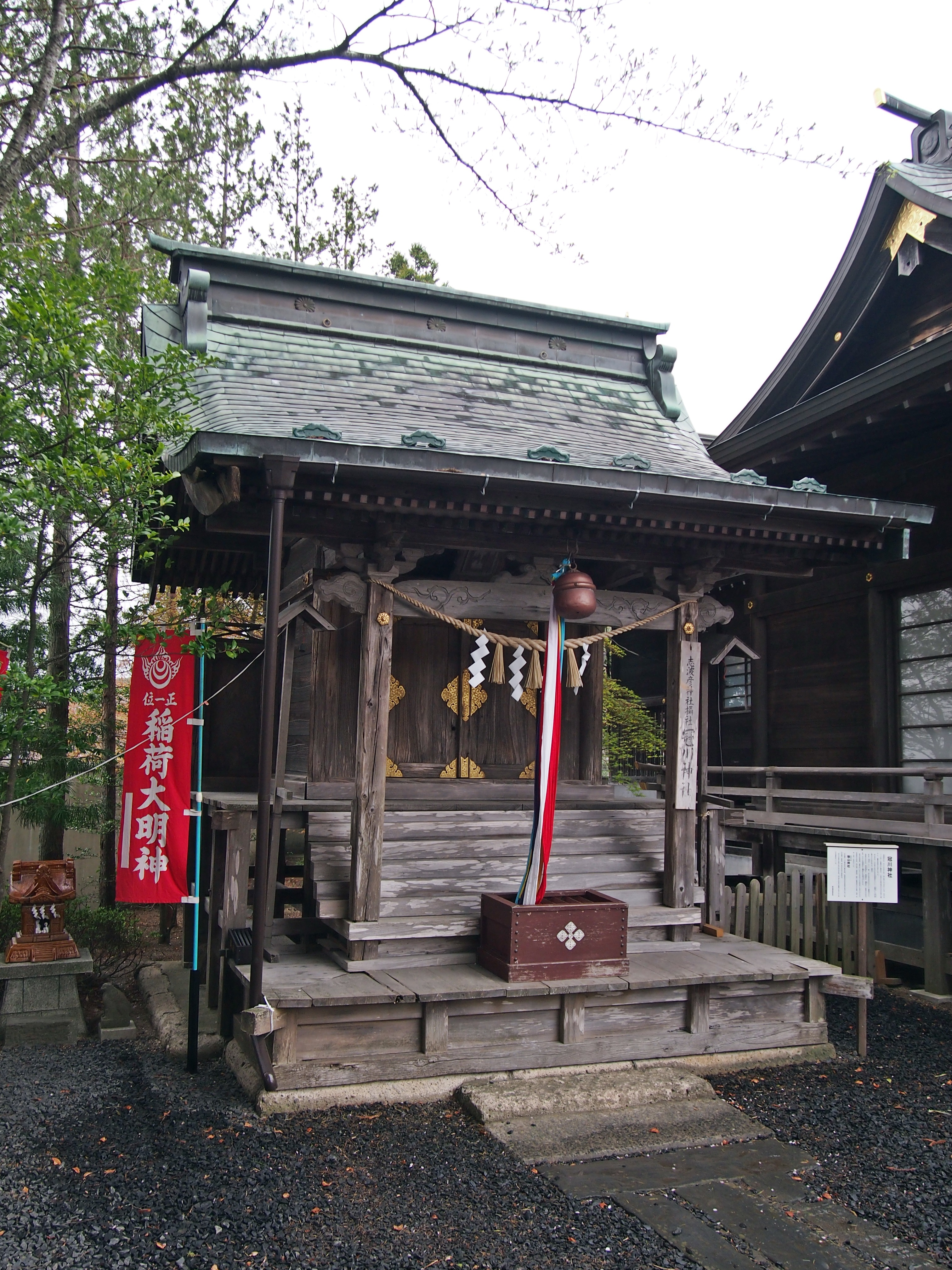
冠川神社（西宮神社） （宮城野区岩切）
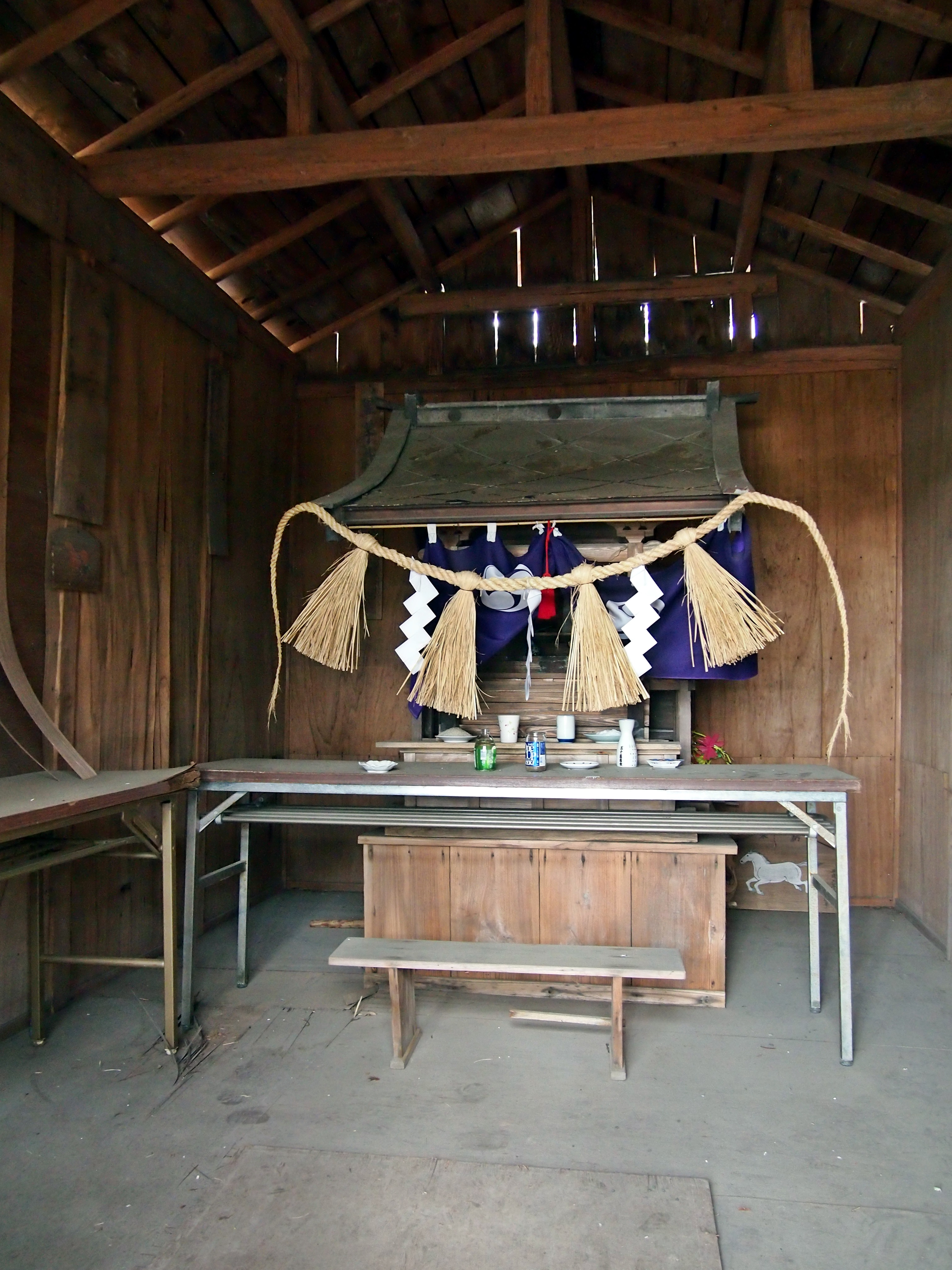
南宮神社（多賀城市）
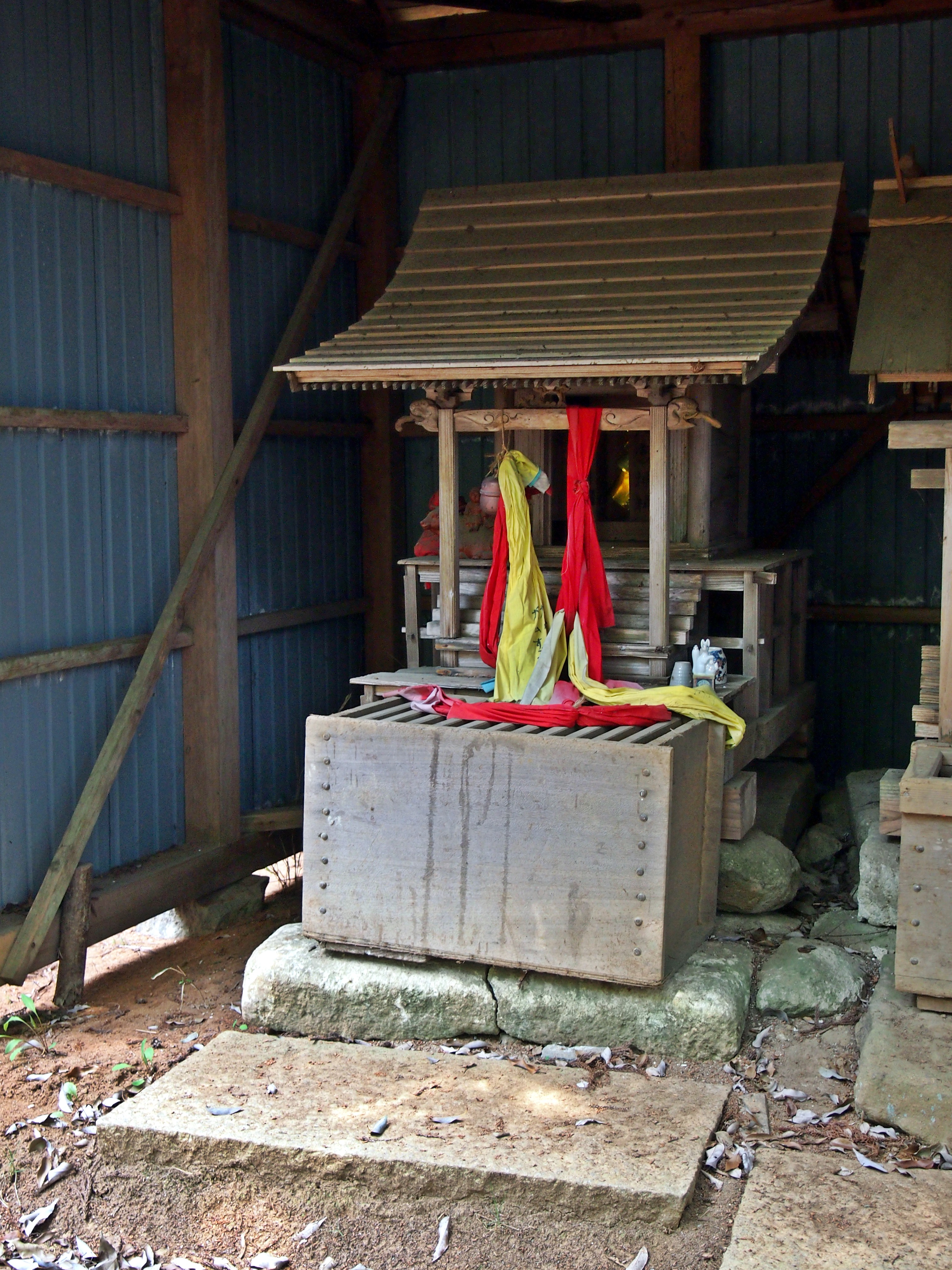
北宮神社 （利府町・春日神社境内社）
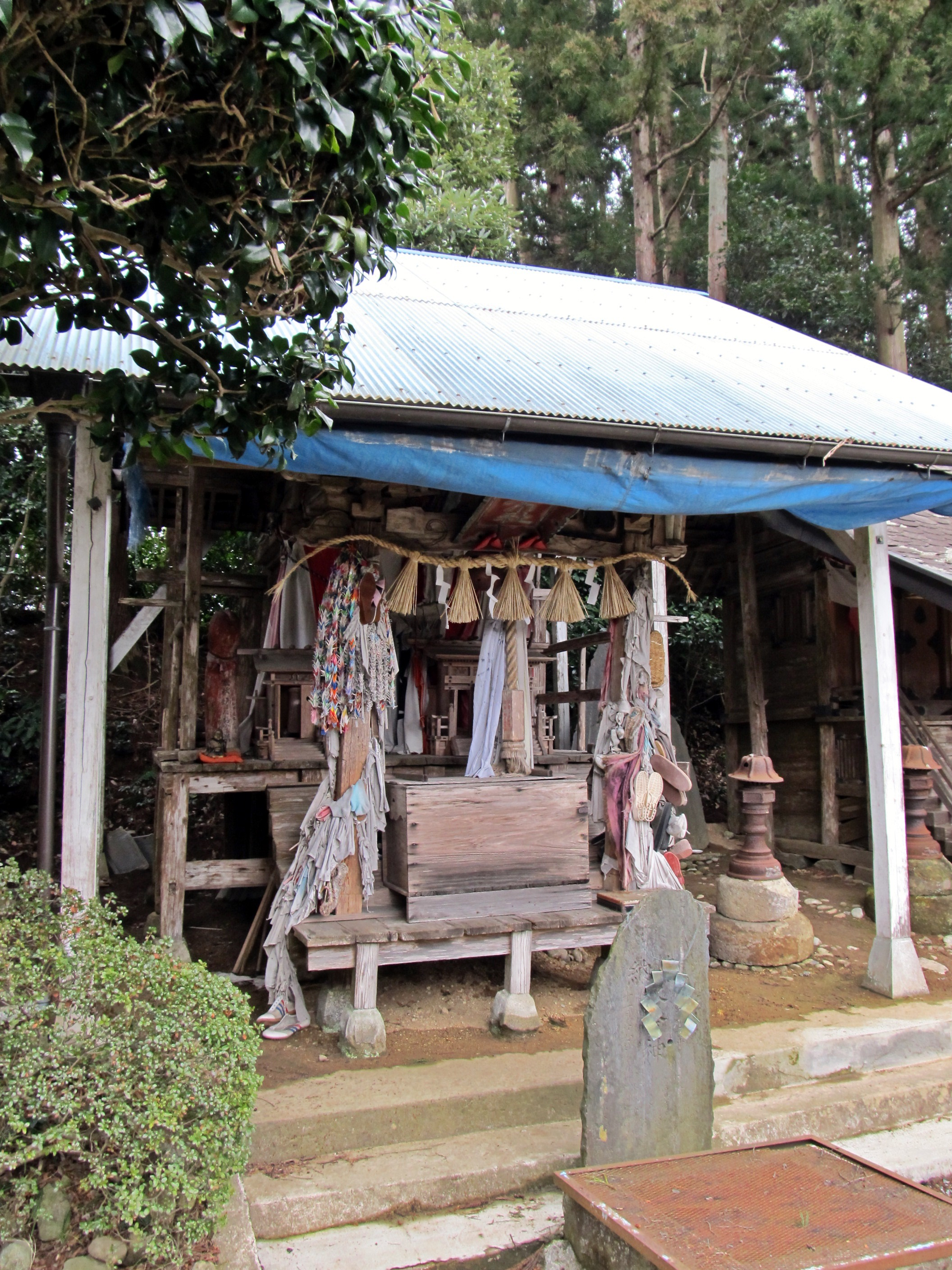
荒脛巾神社（多賀城市）
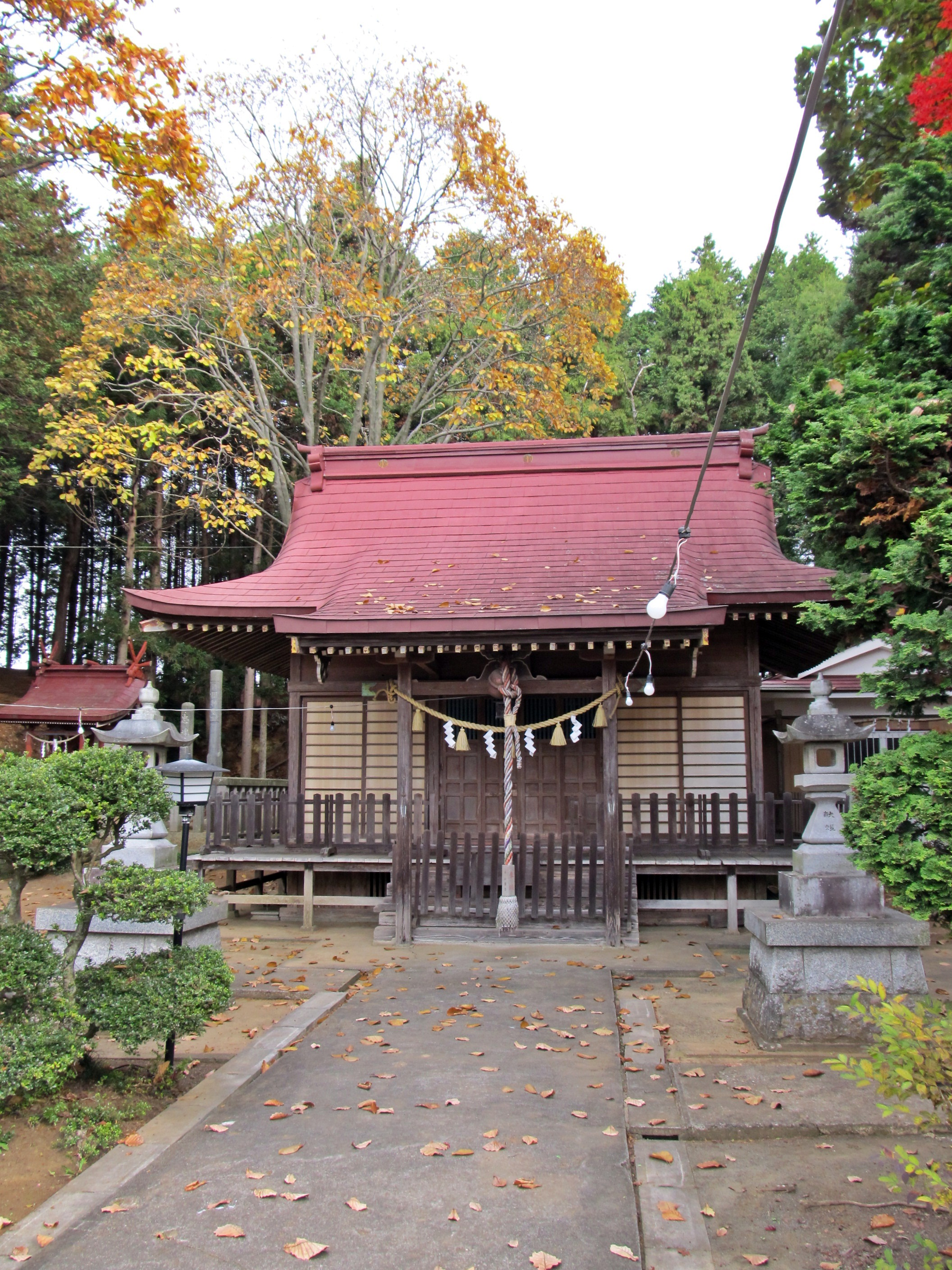
柏木神社（多賀城市）
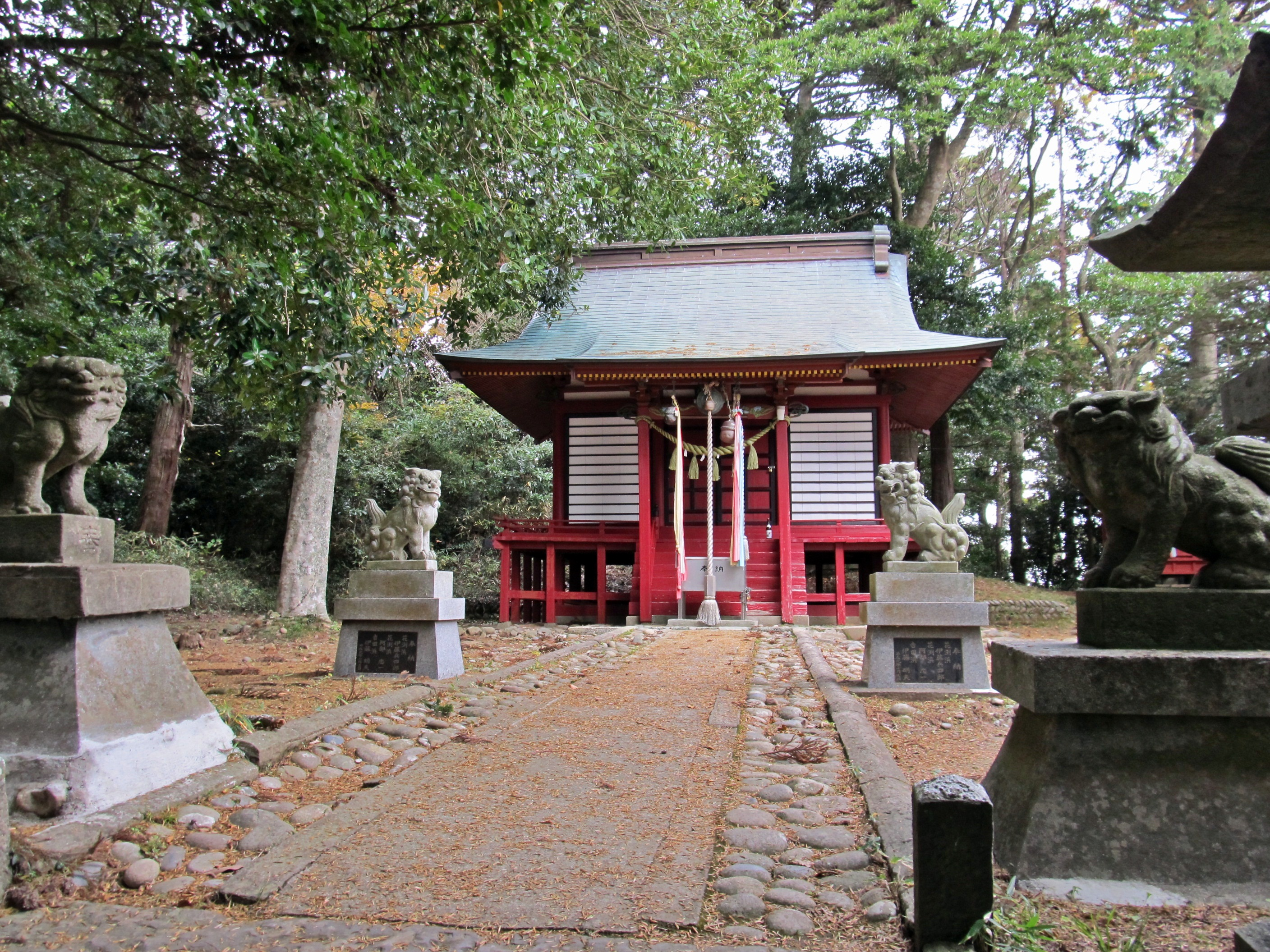
鼻節神社（七ヶ浜町）
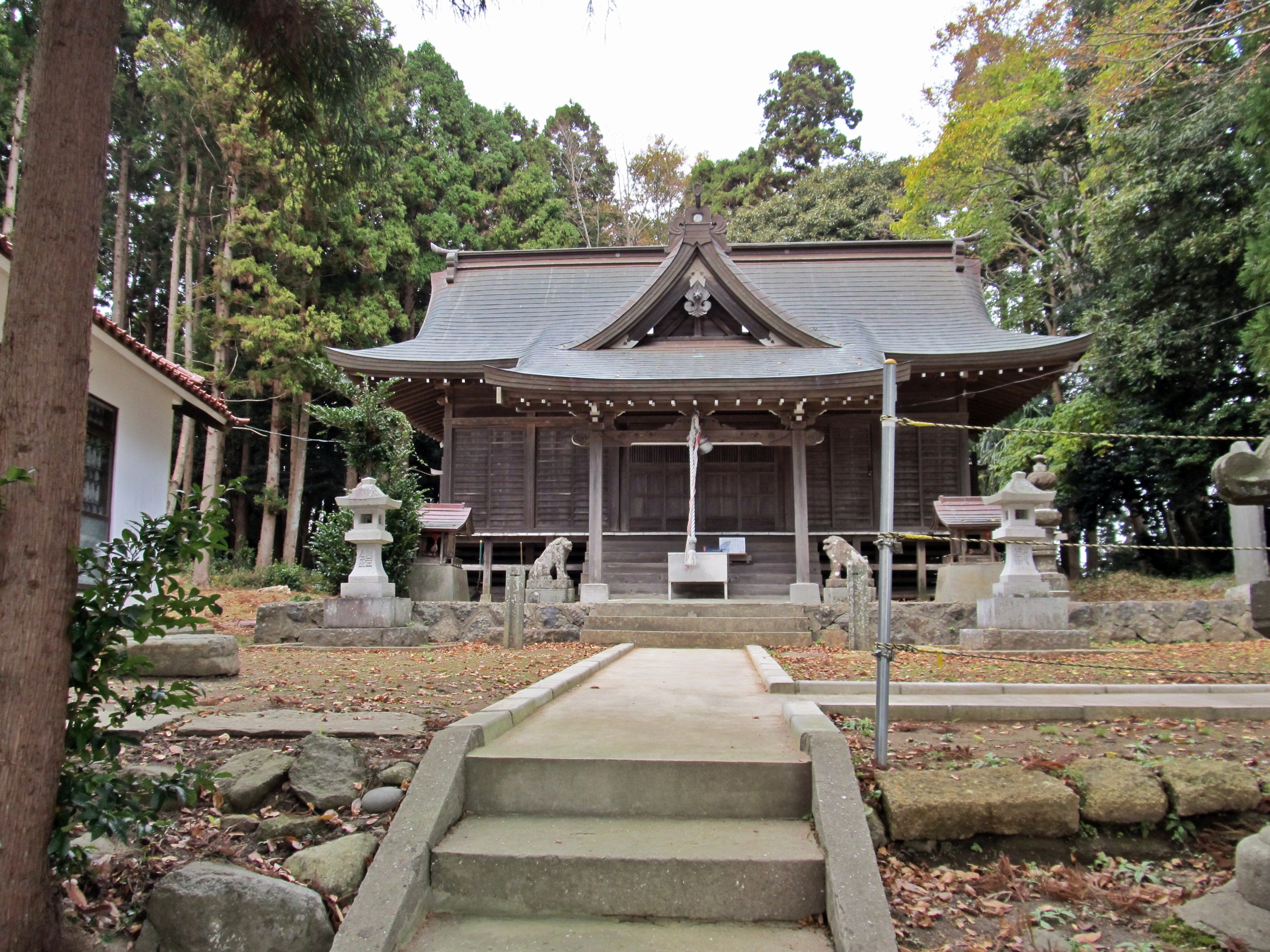
吉田神社（七ヶ浜町）
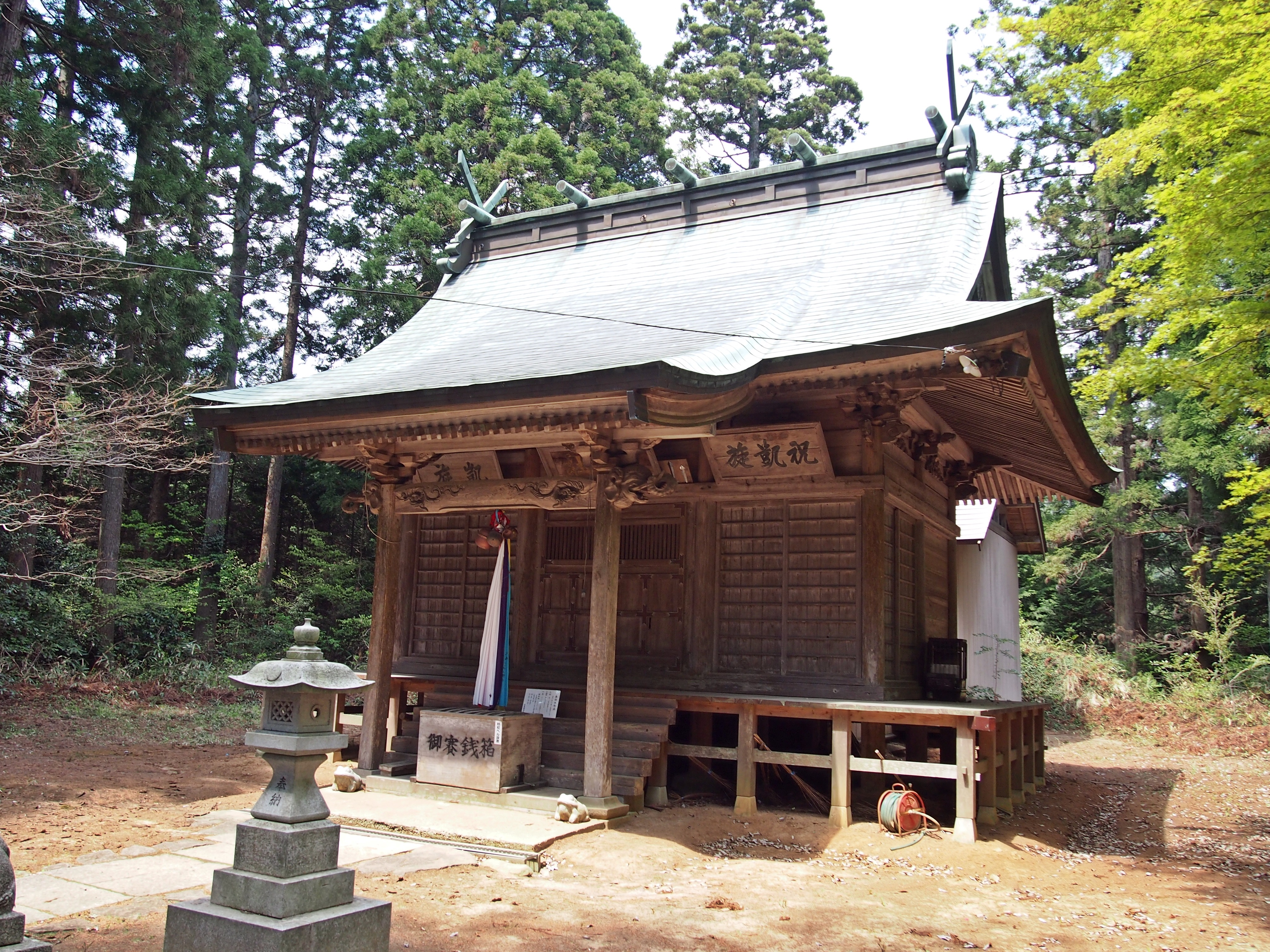
春日神社（利府町）
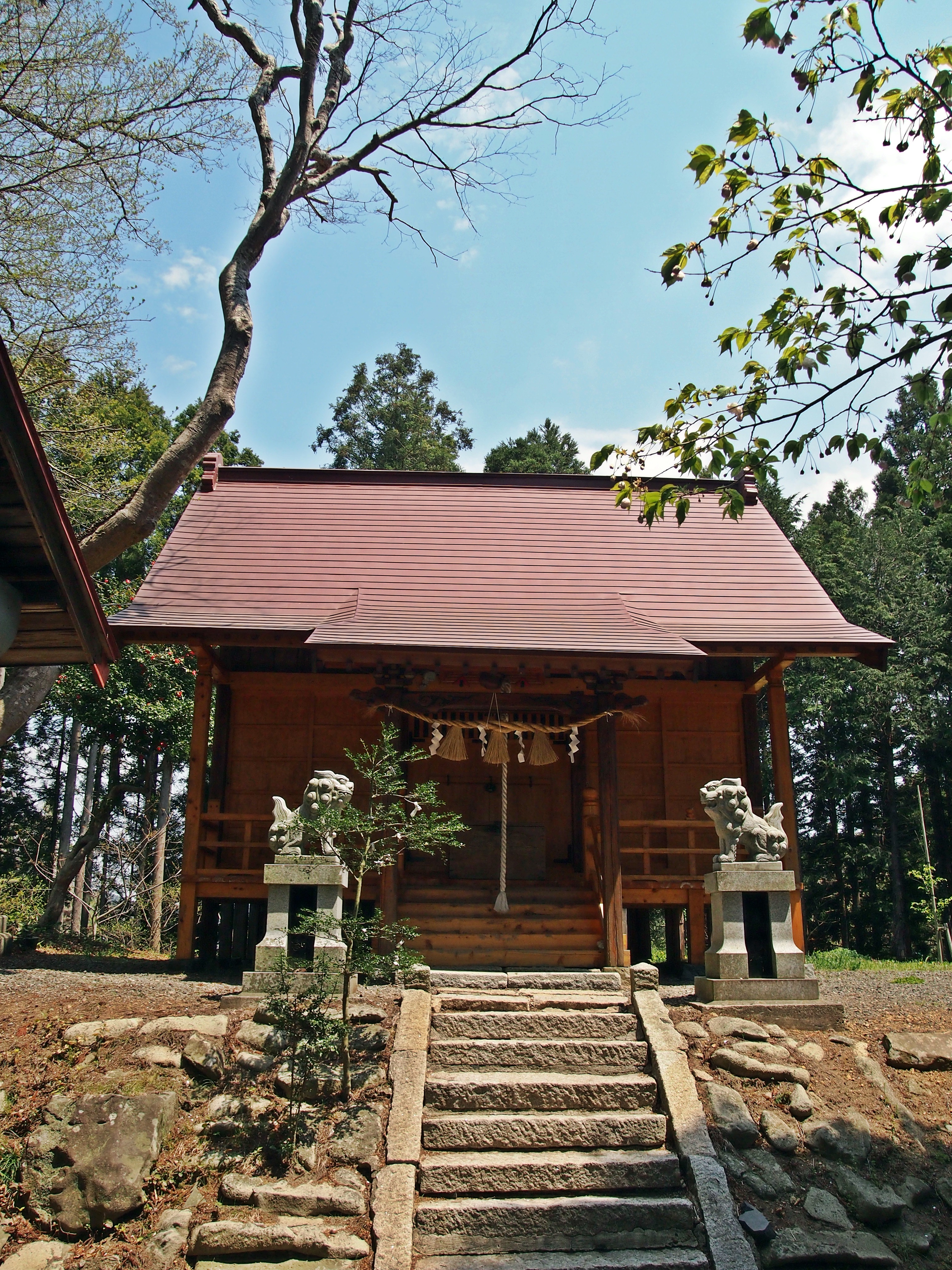
染殿神社（赤沼明神）（利府町）
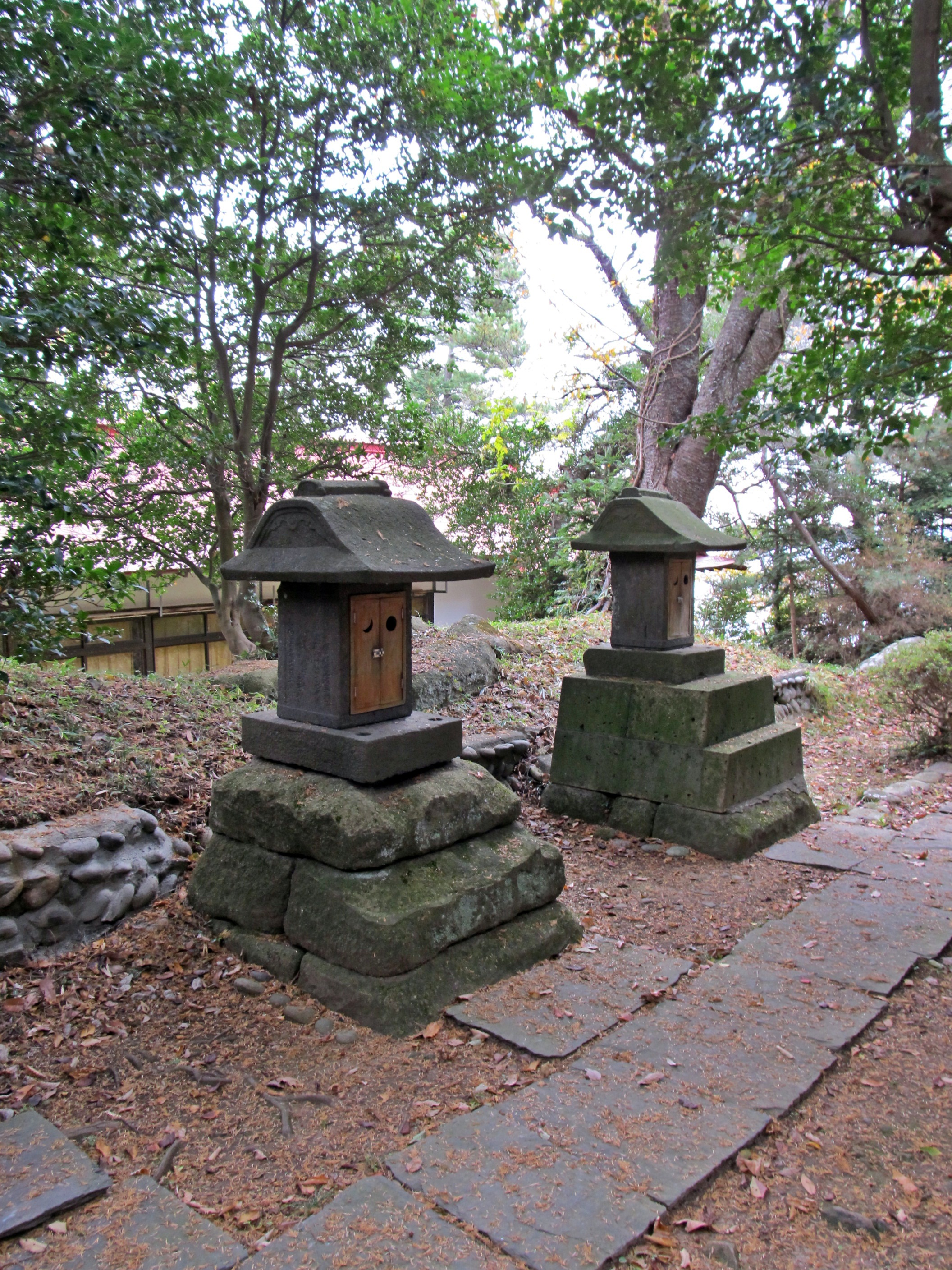
鼻節神社境内社・大根神社（七ヶ浜町）
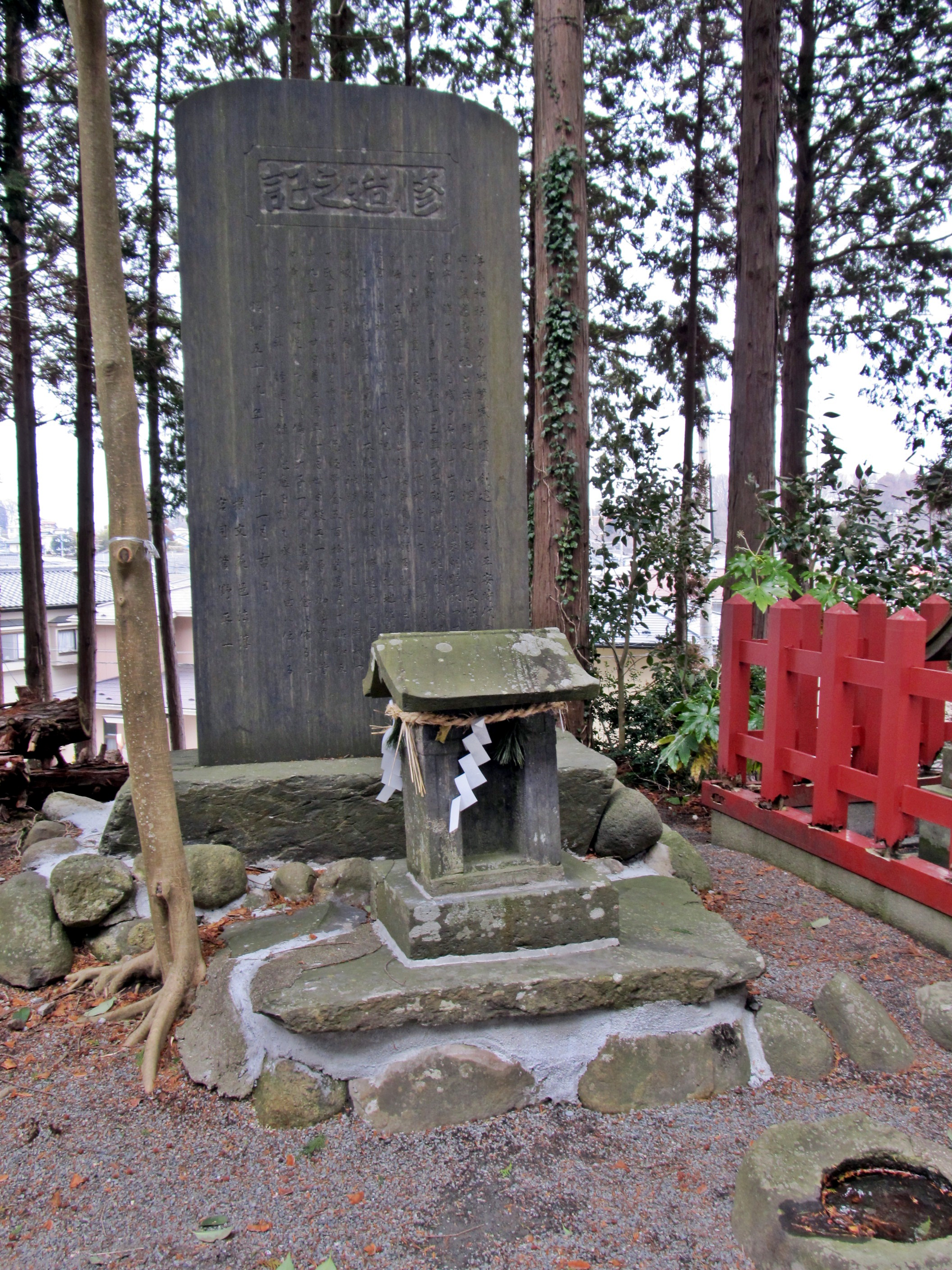
浮島神社境内社・大臣宮（大臣明神）

## 祭事

### 月次祭
| 1日  |  | 朔日祭           |
| 10日 |  | 鹽竈神社月次祭   |
| 29日 |  | 志波彦神社月次祭 |

### 年間祭事
| 1月 | 1日  |           |  | 歳旦祭                   |  | 8月  | 1日  |      |  | 曲木神社例祭         |
| 1月 | 3日  |           |  | 元始祭                   |  | 9月  |      | 下旬 |  | 御神田抜穂祭         |
| 1月 | 14日 |           |  | 松明祭                   |  | 9月  | 29日 |      |  | 志波彦神社遷座記念祭 |
| 2月 |      | 立春前日  |  | 節分祭                   |  | 10月 | 5日  |      |  | 献茶祭 （裏千家）    |
| 2月 | 11日 |           |  | 紀元祭                   |  | 10月 |      | 中旬 |  | 鹽竈神社講社大祭     |
| 2月 | 17日 |           |  | 祈年祭                   |  | 10月 | 17日 |      |  | 新嘗奉祝祭           |
| 3月 | 10日 |           |  | 紀元祭                   |  | 11月 | 3日  |      |  | 明治祭               |
| 3月 | 29日 |           |  | 志波彦神社例祭           |  | 11月 |      | 中旬 |  | 七五三詣             |
| 4月 |      | 第4日曜日 |  | 花祭                     |  | 11月 | 23日 |      |  | 新嘗祭・初穂曳       |
| 4月 | 29日 |           |  | 昭和祭                   |  | 12月 | 1日  |      |  | 嘉津良比祭           |
| 5月 |      | 上旬      |  | 御神田御田植祭           |  | 12月 | 23日 |      |  | 天長祭               |
| 6月 | 30日 |           |  | 大祓式                   |  | 12月 | 31日 |      |  | 大祓式・除夜祭       |
| 7月 | 4日  | ～6日     |  | 藻塩焼神事・御釜神社例祭 |  |      |      |      |  |                      |
| 7月 | 10日 |           |  | 鹽竈神社例祭             |  |      |      |      |  |                      |
| 7月 |      | 第3月曜日 |  | みなと祭                 |  |      |      |      |  |                      |

## 文化財

### 重要文化財（国指定）
- 鹽竈神社 14棟1基
  - 左宮本殿
  - 左宮幣殿
  - 右宮本殿
  - 右宮幣殿
  - 左右宮廻廊
  - 左右宮瑞垣
  - 左右宮拝殿
  - 別宮本殿
  - 別宮幣殿
  - 別宮廻廊
  - 別宮瑞垣
  - 別宮拝殿
  - 門及び廻廊
  - 随身門
  - 鳥居
  - 附:棟札11枚

- 太刀 銘来国光 附:糸巻太刀拵
- 太刀 銘雲生 附:黒漆太刀拵（鵜飼派）

### 国の天然記念物
- 鹽竈神社の鹽竈ザクラ

### 国の名勝
- 籬が島（おくのほそ道の風景地）

### 県指定文化財
- 伊達家歴代藩主奉納糸巻太刀 - 有形文化財（工芸品）
- 鹽竈神社のタラヨウ - 天然記念物
- カマ神（竈神面） - 有形民俗文化財
- 鹽竈神社藻塩焼神事 - 無形民俗文化財（風俗慣習）。境外末社御釜神社にて行われる。

### 市指定文化財
- 志波彦神社 - 有形文化財（建築•建造物）
  - 本殿
  - 拝殿
- 銅鉄合製燈篭(文化燈篭) - 有形文化財（工芸品）
- 石燈籠 - 有形文化財（歴史資料）
- 貞享特令写 - 有形文化財（書籍・典籍）
- 老杉(御神木) - 天然記念物
- 四口の神釜 - 有形民俗文化財。境外末社御釜神社所有。

## 現地情報
所在地
- 宮城県塩竈市一森山1番1号

拝観時間・料金
- 開門時間：5:00 - 20:00
- 拝観は無料。ただし、鹽竈神社博物館は入館有料（令和5年現在、博物館屋上の展望台は閉鎖中につき、立入不可）。

交通アクセス
鉄道
- 最寄駅：JR東日本仙石線 本塩釜駅 （徒歩約10分）
- JR東日本東北本線 塩釜駅 （徒歩約15分）
初詣時には、仙石線・東北本線とも深夜から早朝にかけて臨時列車が運行される。

車
- 無料駐車場：普通車用の第1・第2・第3、バス用の計4か所 - 合計300台収容可
- 最寄IC：三陸沿岸道路 利府塩釜IC

## 当社関係地
- 法蓮寺（宮城県塩竈市）
明治の廃仏毀釈で破壊されるまで、境内の一角にあった仏教寺院。現存する「勝画楼」は江戸時代の遺構であるため、2017年9月13日、塩竈市が鹽竈神社から無償で譲り受け、修築と現地保存を行うことを発表した[11]。
- 塩竃公園の森（宮城県塩竈市）
鹽竈神社表坂の前を横切る宮城県道3号塩釜吉岡線を隔てた所にある。按察使だった源融の別荘地。源融は、源氏物語の主人公光源氏のモデルとされる。
- 塩釜公園（東京都港区新橋5丁目）
仙台藩の江戸屋敷跡にある鹽竈神社前の公園。1930年（昭和5年）、東京府東京市芝区で唯一の町立公園として開園[12]。仙台藩の江戸屋敷は、伊達政宗の頃は外桜田（千代田区日比谷公園）とここ愛宕下にあったが、寛永18年（1641年）に汐留に移った。汐留の屋敷跡は（初代）新橋駅、汐留駅と移り変わり、現在は汐留シオサイトとなって日テレタワーが建つ。
- 本塩竃町（京都市下京区本塩竃町）
源融が按察使の任を終えて京に戻り、自邸内に塩竈の風景を模して設けた庭から名付けられたといわれる。六条河原院（現在の渉成園）、塩小路通など参照。
- 塩竃公園（鹿児島県鹿児島市新屋敷町）
天文館の南側にある清滝川沿いの公園。